# فهرست خورشیدگرفتگی‌های سده ۱ (میلادی)
این فهرست شامل خورشیدگرفتگی‌های قرن اول پس از میلاد است که در طی دورهٔ سال ۱ تا ۱۰۰ پس از میلاد، روی داده‌اند. در این دوره، ۲۴۸ خورشیدگرفتگی رخ داد که ۹۰ مورد آن خورشیدگرفتگی جزئی، ۷۵ مورد خورشیدگرفتگی حلقه‌ای، ۵۸ خورشیدگرفتگی کامل و ۲۵ مورد نیز از نوع خورشیدگرفتگی مرکب بود.
| تاریخ         | زمان بزرگ‌ترین گرفت | چرخه ساروس | نوع    | قدر    | مدت زمان            | مکان                                            | مسیر گرفتگی            | ناحیه جغرافیایی | منابع(s) |
| ------------- | ------------------ | ---------- | ------ | ------ | ------------------- | ----------------------------------------------- | ---------------------- | --------------- | -------- |
| ۱۰ ژوئن ۱     | ۰۶:۴۴:۱۶           | ۶۶         | کامل   | ۱٫۰۶۱۷ | 04 دقیقه و 56 ثانیه | ۴۴°۲۴′شمالی ۱۲۱°۱۲′شرقی / ۴۴٫۴°شمالی ۱۲۱٫۲°شرقی | ۲۱۸ کیلومتر (۱۳۵ مایل) |                 | [ ۱ ]    |
| ۳ دسامبر ۱    | ۲۰:۰۵:۳۸           | ۷۱         | حلقه‌ای | ۰٫۹۵۵۸ | 05 دقیقه و 14 ثانیه | ۲۴°۴۲′جنوبی ۷۹°۱۲′غربی / ۲۴٫۷°جنوبی ۷۹٫۲°غربی   | ۱۶۱ کیلومتر (۱۰۰ مایل) |                 | [ ۱ ]    |
| ۳۰ مه ۲       | ۱۹:۴۵:۴۳           | ۷۶         | مرکب   | ۱٫۰۰۸۷ | 01 دقیقه و 00 ثانیه | ۳°۰۶′جنوبی ۷۲°۳۰′غربی / ۳٫۱°جنوبی ۷۲٫۵°غربی     | ۳۳ کیلومتر (۲۱ مایل)   |                 | [ ۱ ]    |
| ۲۳ نوامبر ۲   | ۰۵:۰۶:۱۵           | ۸۱         | مرکب   | ۱٫۰۰۷۴ | 00 دقیقه و 45 ثانیه | ۲۰°۰۰′شمالی ۱۴۹°۳۰′شرقی / ۲۰٫۰°شمالی ۱۴۹٫۵°شرقی | ۳۳ کیلومتر (۲۱ مایل)   |                 | [ ۱ ]    |
| ۲۰ مه ۳       | ۰۱:۴۱:۳۰           | ۸۶         | جزئی   | ۰٫۵۶۶۳ | —                   | ۶۹°۰۰′جنوبی ۱۳۹°۱۸′غربی / ۶۹٫۰°جنوبی ۱۳۹٫۳°غربی | —                      |                 | [ ۱ ]    |
| ۱۴ اکتبر ۳    | ۰۹:۲۱:۵۹           | ۵۳         | جزئی   | ۰٫۲۹۱۴ | —                   | ۷۱°۲۴′جنوبی ۳۲°۰۶′غربی / ۷۱٫۴°جنوبی ۳۲٫۱°غربی   | —                      |                 | [ ۱ ]    |
| ۱۲ نوامبر ۳   | ۱۹:۳۶:۲۹           | ۹۱         | جزئی   | ۰٫۴۷۷۲ | —                   | ۶۹°۳۶′شمالی ۴۱°۱۲′غربی / ۶۹٫۶°شمالی ۴۱٫۲°غربی   | —                      |                 | [ ۱ ]    |
| ۸ آوریل ۴     | ۱۱:۳۹:۱۴           | ۵۸         | حلقه‌ای | ۰٫۹۴۸۶ | 04 دقیقه و 15 ثانیه | ۶۱°۴۲′شمالی ۱۶°۴۸′شرقی / ۶۱٫۷°شمالی ۱۶٫۸°شرقی   | ۳۷۵ کیلومتر (۲۳۳ مایل) |                 | [ ۱ ]    |
| ۲ اکتبر ۴     | ۲۳:۵۲:۲۵           | ۶۳         | مرکب   | ۱٫۰۰۹۵ | 00 دقیقه و 46 ثانیه | ۴۷°۴۸′جنوبی ۱۵۶°۱۸′غربی / ۴۷٫۸°جنوبی ۱۵۶٫۳°غربی | ۴۸ کیلومتر (۳۰ مایل)   |                 | [ ۱ ]    |
| ۲۸ مارس ۵     | ۱۷:۲۳:۳۴           | ۶۸         | مرکب   | ۱٫۰۰۲۲ | 00 دقیقه و 14 ثانیه | ۶°۳۶′شمالی ۳۷°۱۲′غربی / ۶٫۶°شمالی ۳۷٫۲°غربی     | ۸ کیلومتر (۵٫۰ مایل)   |                 | [ ۱ ]    |
| ۲۲ سپتامبر ۵  | ۰۸:۴۲:۲۳           | ۷۳         | حلقه‌ای | ۰٫۹۶۲۶ | 04 دقیقه و 25 ثانیه | ۰°۲۴′جنوبی ۹۱°۰۰′شرقی / ۰٫۴°جنوبی ۹۱٫۰°شرقی     | ۱۳۵ کیلومتر (۸۴ مایل)  |                 | [ ۱ ]    |
| ۱۸ مارس ۶     | ۰۶:۰۵:۱۰           | ۷۸         | کامل   | ۱٫۰۴۷۰ | 03 دقیقه و 42 ثانیه | ۴۰°۴۸′جنوبی ۱۵۰°۱۸′شرقی / ۴۰٫۸°جنوبی ۱۵۰٫۳°شرقی | ۲۰۶ کیلومتر (۱۲۸ مایل) |                 | [ ۱ ]    |
| ۱۱ سپتامبر ۶  | ۱۰:۳۶:۲۱           | ۸۳         | حلقه‌ای | ۰٫۹۲۸۱ | 07 دقیقه و 13 ثانیه | ۴۸°۰۰′شمالی ۸۲°۰۰′شرقی / ۴۸٫۰°شمالی ۸۲٫۰°شرقی   | ۳۷۸ کیلومتر (۲۳۵ مایل) |                 | [ ۱ ]    |
| ۶ فوریه ۷     | ۱۳:۲۴:۰۰           | ۵۰         | جزئی   | ۰٫۵۰۱۶ | —                   | ۶۹°۵۴′شمالی ۹°۴۸′غربی / ۶۹٫۹°شمالی ۹٫۸°غربی     | —                      |                 | [ ۱ ]    |
| ۷ مارس ۷      | ۲۲:۲۸:۵۴           | ۸۸         | جزئی   | ۰٫۳۶۴۷ | —                   | ۷۱°۳۰′جنوبی ۱°۵۴′غربی / ۷۱٫۵°جنوبی ۱٫۹°غربی     | —                      |                 | [ ۱ ]    |
| ۱ اوت ۷       | ۲۰:۰۲:۵۶           | ۵۵         | جزئی   | ۰٫۱۹۰۲ | —                   | ۶۹°۰۶′جنوبی ۱۰۲°۱۲′غربی / ۶۹٫۱°جنوبی ۱۰۲٫۲°غربی | —                      |                 | [ ۱ ]    |
| ۳۱ اوت ۷      | ۱۰:۳۵:۵۶           | ۹۳         | جزئی   | ۰٫۲۷۳۹ | —                   | ۷۱°۱۲′شمالی ۱۷۴°۴۲′غربی / ۷۱٫۲°شمالی ۱۷۴٫۷°غربی | —                      |                 | [ ۱ ]    |
| ۲۷ ژوئیه ۸    | ۰۲:۱۷:۲۳           | ۶۰         | حلقه‌ای | ۰٫۹۸۹۵ | 01 دقیقه و 09 ثانیه | ۱۸°۱۲′شمالی ۱۷۲°۰۶′غربی / ۱۸٫۲°شمالی ۱۷۲٫۱°غربی | ۴۷ کیلومتر (۲۹ مایل)   |                 | [ ۱ ]    |
| ۲۱ ژوئن ۸     | ۰۵:۲۸:۰۷           | ۶۵         | کامل   | ۱٫۰۲۹۸ | 03 دقیقه و 03 ثانیه | ۱۸°۰۰′جنوبی ۱۳۸°۴۸′شرقی / ۱۸٫۰°جنوبی ۱۳۸٫۸°شرقی | ۱۳۰ کیلومتر (۸۱ مایل)  |                 | [ ۱ ]    |
| ۱۵ ژوئیه ۹    | ۰۸:۰۸:۵۵           | ۷۰         | حلقه‌ای | ۰٫۹۳۹۲ | 07 دقیقه و 30 ثانیه | ۲۷°۱۲′جنوبی ۱۰۵°۱۲′شرقی / ۲۷٫۲°جنوبی ۱۰۵٫۲°شرقی | ۲۲۷ کیلومتر (۱۴۱ مایل) |                 | [ ۱ ]    |
| ۱۰ ژوئن ۹     | ۲۰:۵۳:۰۹           | ۷۵         | کامل   | ۱٫۰۷۵۰ | 06 دقیقه و 25 ثانیه | ۳۰°۱۲′شمالی ۸۹°۲۴′غربی / ۳۰٫۲°شمالی ۸۹٫۴°غربی   | ۲۴۵ کیلومتر (۱۵۲ مایل) |                 | [ ۱ ]    |
| ۴ ژوئیه ۱۰    | ۰۷:۵۴:۳۱           | ۸۰         | حلقه‌ای | ۰٫۹۱۳۸ | 07 دقیقه و 03 ثانیه | ۷۵°۴۲′جنوبی ۱۰۶°۰۶′شرقی / ۷۵٫۷°جنوبی ۱۰۶٫۱°شرقی | ۵۴۲ کیلومتر (۳۳۷ مایل) |                 | [ ۱ ]    |
| ۳۰ ژوئن ۱۰    | ۱۴:۰۱:۱۰           | ۸۵         | کامل   | ۱٫۰۵۹۹ | 03 دقیقه و 22 ثانیه | ۸۳°۰۶′شمالی ۱۱°۳۶′غربی / ۸۳٫۱°شمالی ۱۱٫۶°غربی   | ۳۹۷ کیلومتر (۲۴۷ مایل) |                 | [ ۱ ]    |
| ۲۴ نوامبر ۱۰  | ۱۶:۳۰:۴۵           | ۵۲         | جزئی   | ۰٫۱۲۳۴ | —                   | ۶۳°۱۸′شمالی ۱۵°۱۸′شرقی / ۶۳٫۳°شمالی ۱۵٫۳°شرقی   | —                      |                 | [ ۱ ]    |
| ۲۴ دسامبر ۱۰  | ۰۸:۲۹:۳۳           | ۹۰         | جزئی   | ۰٫۲۱۳۸ | —                   | ۶۵°۴۸′جنوبی ۷۰°۲۴′غربی / ۶۵٫۸°جنوبی ۷۰٫۴°غربی   | —                      |                 | [ ۱ ]    |
| ۲۱ مه ۱۱      | ۱۷:۴۷:۰۷           | ۵۷         | حلقه‌ای | ۰٫۹۸۰۴ | 01 دقیقه و 36 ثانیه | ۵۵°۲۴′جنوبی ۱۰°۴۸′غربی / ۵۵٫۴°جنوبی ۱۰٫۸°غربی   | ۴۱۱ کیلومتر (۲۵۵ مایل) |                 | [ ۱ ]    |
| ۱۴ نوامبر ۱۱  | ۰۳:۲۹:۰۰           | ۶۲         | کامل   | ۱٫۰۲۰۳ | 01 دقیقه و 48 ثانیه | ۲۷°۰۰′شمالی ۱۷۴°۱۲′غربی / ۲۷٫۰°شمالی ۱۷۴٫۲°غربی | ۱۰۱ کیلومتر (۶۳ مایل)  |                 | [ ۱ ]    |
| ۹ مه ۱۲       | ۲۱:۴۵:۵۸           | ۶۷         | حلقه‌ای | ۰٫۹۵۲۵ | 05 دقیقه و 48 ثانیه | ۴°۳۰′شمالی ۹۹°۳۶′غربی / ۴٫۵°شمالی ۹۹٫۶°غربی     | ۱۷۸ کیلومتر (۱۱۱ مایل) |                 | [ ۱ ]    |
| ۲ نوامبر ۱۲   | ۱۸:۴۸:۳۸           | ۷۲         | کامل   | ۱٫۰۴۸۸ | 04 دقیقه و 11 ثانیه | ۱۱°۳۶′جنوبی ۶۰°۴۲′غربی / ۱۱٫۶°جنوبی ۶۰٫۷°غربی   | ۱۶۲ کیلومتر (۱۰۱ مایل) |                 | [ ۱ ]    |
| ۲۸ آوریل ۱۳   | ۲۲:۱۶:۱۸           | ۷۷         | حلقه‌ای | ۰٫۹۵۱۲ | 04 دقیقه و 41 ثانیه | ۴۱°۴۸′شمالی ۱۲۹°۳۶′غربی / ۴۱٫۸°شمالی ۱۲۹٫۶°غربی | ۲۰۸ کیلومتر (۱۲۹ مایل) |                 | [ ۱ ]    |
| ۲۳ اکتبر ۱۳   | ۰۹:۵۰:۴۳           | ۸۲         | کامل   | ۱٫۰۱۸۶ | 01 دقیقه و 23 ثانیه | ۴۴°۴۲′جنوبی ۴۸°۵۴′شرقی / ۴۴٫۷°جنوبی ۴۸٫۹°شرقی   | ۸۱ کیلومتر (۵۰ مایل)   |                 | [ ۱ ]    |
| ۱۹ مارس ۱۴    | ۱۵:۳۸:۲۴           | ۴۹         | جزئی   | ۰٫۱۹۱۹ | —                   | ۶۰°۵۴′جنوبی ۸۳°۲۴′شرقی / ۶۰٫۹°جنوبی ۸۳٫۴°شرقی   | —                      |                 | [ ۱ ]    |
| ۱۸ آوریل ۱۴   | ۰۲:۴۱:۵۱           | ۸۷         | جزئی   | ۰٫۵۲۴۰ | —                   | ۶۱°۱۲′شمالی ۷۴°۱۲′شرقی / ۶۱٫۲°شمالی ۷۴٫۲°شرقی   | —                      |                 | [ ۱ ]    |
| ۱۳ سپتامبر ۱۴ | ۰۴:۵۲:۵۸           | ۵۴         | جزئی   | ۰٫۱۱۰۵ | —                   | ۶۰°۴۸′شمالی ۱۱۲°۰۶′غربی / ۶۰٫۸°شمالی ۱۱۲٫۱°غربی | —                      |                 | [ ۱ ]    |
| ۱۲ اکتبر ۱۴   | ۲۰:۰۴:۱۰           | ۹۲         | جزئی   | ۰٫۲۹۴۸ | —                   | ۶۱°۰۰′جنوبی ۱۷۶°۵۴′شرقی / ۶۱٫۰°جنوبی ۱۷۶٫۹°شرقی | —                      |                 | [ ۱ ]    |
| ۹ مارس ۱۵     | ۰۵:۴۴:۱۲           | ۵۹         | کامل   | ۱٫۰۵۳۷ | 03 دقیقه و 49 ثانیه | ۴۱°۱۸′جنوبی ۱۶۵°۴۲′شرقی / ۴۱٫۳°جنوبی ۱۶۵٫۷°شرقی | ۲۳۶ کیلومتر (۱۴۷ مایل) |                 | [ ۱ ]    |
| ۲ سپتامبر ۱۵  | ۰۵:۳۴:۳۱           | ۶۴         | حلقه‌ای | ۰٫۹۲۷۲ | 06 دقیقه و 15 ثانیه | ۵۳°۴۸′شمالی ۱۷۹°۰۰′شرقی / ۵۳٫۸°شمالی ۱۷۹٫۰°شرقی | ۴۶۰ کیلومتر (۲۹۰ مایل) |                 | [ ۱ ]    |
| ۲۶ فوریه ۱۶   | ۲۲:۱۶:۰۴           | ۶۹         | کامل   | ۱٫۰۵۷۶ | 04 دقیقه و 50 ثانیه | ۷°۴۲′جنوبی ۱۰۷°۵۴′غربی / ۷٫۷°جنوبی ۱۰۷٫۹°غربی   | ۱۹۰ کیلومتر (۱۲۰ مایل) |                 | [ ۱ ]    |
| ۲۱ اوت ۱۶     | ۰۶:۳۳:۳۳           | ۷۴         | حلقه‌ای | ۰٫۹۵۹۸ | 04 دقیقه و 22 ثانیه | ۱۶°۵۴′شمالی ۱۲۷°۰۶′شرقی / ۱۶٫۹°شمالی ۱۲۷٫۱°شرقی | ۱۴۶ کیلومتر (۹۱ مایل)  |                 | [ ۱ ]    |
| ۱۵ فوریه ۱۷   | ۱۲:۳۰:۴۵           | ۷۹         | مرکب   | ۱٫۰۰۵۳ | 00 دقیقه و 28 ثانیه | ۳۲°۲۴′شمالی ۱۶°۴۸′شرقی / ۳۲٫۴°شمالی ۱۶٫۸°شرقی   | ۲۸ کیلومتر (۱۷ مایل)   |                 | [ ۱ ]    |
| ۱۰ اوت ۱۷     | ۱۴:۰۷:۴۴           | ۸۴         | مرکب   | ۱٫۰۱۱۸ | 01 دقیقه و 08 ثانیه | ۲۲°۵۴′جنوبی ۴°۳۶′غربی / ۲۲٫۹°جنوبی ۴٫۶°غربی     | ۵۴ کیلومتر (۳۴ مایل)   |                 | [ ۱ ]    |
| ۶ ژوئیه ۱۸    | ۰۳:۱۳:۰۶           | ۵۱         | جزئی   | ۰٫۲۵۵۳ | —                   | ۶۴°۲۴′جنوبی ۳۰°۵۴′غربی / ۶۴٫۴°جنوبی ۳۰٫۹°غربی   | —                      |                 | [ ۱ ]    |
| ۴ فوریه ۱۸    | ۲۰:۲۰:۳۴           | ۸۹         | جزئی   | ۰٫۰۲۰۵ | —                   | ۶۲°۱۲′شمالی ۱۳۲°۴۲′غربی / ۶۲٫۲°شمالی ۱۳۲٫۷°غربی | —                      |                 | [ ۱ ]    |
| ۱ ژوئن ۱۸     | ۲۱:۱۴:۳۹           | ۵۶         | جزئی   | ۰٫۷۱۹۷ | —                   | ۶۵°۰۶′شمالی ۶۴°۰۶′شرقی / ۶۵٫۱°شمالی ۶۴٫۱°شرقی   | —                      |                 | [ ۱ ]    |
| ۳۱ ژوئن ۱۸    | ۰۴:۲۳:۱۵           | ۹۴         | جزئی   | ۰٫۳۲۲۰ | —                   | ۶۲°۴۸′جنوبی ۱۱۱°۱۸′شرقی / ۶۲٫۸°جنوبی ۱۱۱٫۳°شرقی | —                      |                 | [ ۱ ]    |
| ۲۶ دسامبر ۱۸  | ۰۲:۱۹:۲۳           | ۶۱         | حلقه‌ای | ۰٫۹۱۶۷ | 06 دقیقه و 56 ثانیه | ۷۱°۴۲′جنوبی ۱۵۳°۴۲′غربی / ۷۱٫۷°جنوبی ۱۵۳٫۷°غربی | ۴۸۳ کیلومتر (۳۰۰ مایل) |                 | [ ۱ ]    |
| ۲۱ ژوئن ۱۹    | ۱۴:۰۴:۱۸           | ۶۶         | کامل   | ۱٫۰۵۷۷ | 04 دقیقه و 26 ثانیه | ۴۹°۴۲′شمالی ۱۳°۵۴′شرقی / ۴۹٫۷°شمالی ۱۳٫۹°شرقی   | ۲۱۲ کیلومتر (۱۳۲ مایل) |                 | [ ۱ ]    |
| ۱۵ دسامبر ۱۹  | ۰۴:۲۶:۲۵           | ۷۱         | حلقه‌ای | ۰٫۹۵۸۹ | 04 دقیقه و 47 ثانیه | ۲۶°۰۰′جنوبی ۱۵۶°۱۸′شرقی / ۲۶٫۰°جنوبی ۱۵۶٫۳°شرقی | ۱۵۰ کیلومتر (۹۳ مایل)  |                 | [ ۱ ]    |
| ۱۰ ژوئن ۲۰    | ۰۲:۴۰:۳۵           | ۷۶         | مرکب   | ۱٫۰۰۵۵ | 00 دقیقه و 38 ثانیه | ۳°۱۲′شمالی ۱۷۸°۲۴′غربی / ۳٫۲°شمالی ۱۷۸٫۴°غربی   | ۲۰ کیلومتر (۱۲ مایل)   |                 | [ ۱ ]    |
| ۳ دسامبر ۲۰   | ۱۳:۴۹:۴۹           | ۸۱         | مرکب   | ۱٫۰۰۹۸ | 01 دقیقه و 01 ثانیه | ۱۸°۰۰′شمالی ۱۵°۵۴′شرقی / ۱۸٫۰°شمالی ۱۵٫۹°شرقی   | ۴۴ کیلومتر (۲۷ مایل)   |                 | [ ۱ ]    |
| ۳۰ مه ۲۱      | ۰۸:۰۷:۵۲           | ۸۶         | جزئی   | ۰٫۷۱۰۲ | —                   | ۶۸°۰۰′جنوبی ۱۱۱°۴۸′شرقی / ۶۸٫۰°جنوبی ۱۱۱٫۸°شرقی | —                      |                 | [ ۱ ]    |
| ۲۴ اکتبر ۲۱   | ۱۸:۰۱:۵۱           | ۵۳         | جزئی   | ۰٫۲۶۹۸ | —                   | ۷۰°۵۴′جنوبی ۱۷۶°۳۰′غربی / ۷۰٫۹°جنوبی ۱۷۶٫۵°غربی | —                      |                 | [ ۱ ]    |
| ۲۳ نوامبر ۲۱  | ۰۴:۲۸:۴۲           | ۹۱         | جزئی   | ۰٫۴۸۲۰ | —                   | ۶۸°۳۶′شمالی ۱۷۲°۵۴′شرقی / ۶۸٫۶°شمالی ۱۷۲٫۹°شرقی | —                      |                 | [ ۱ ]    |
| ۱۹ آوریل ۲۲   | ۱۸:۲۲:۴۱           | ۵۸         | حلقه‌ای | ۰٫۹۵۰۶ | 03 دقیقه و 35 ثانیه | ۷۲°۰۶′شمالی ۱۰۸°۴۸′غربی / ۷۲٫۱°شمالی ۱۰۸٫۸°غربی | ۵۲۳ کیلومتر (۳۲۵ مایل) |                 | [ ۱ ]    |
| ۱۴ اکتبر ۲۲   | ۰۸:۱۲:۵۳           | ۶۳         | مرکب   | ۱٫۰۰۳۷ | 00 دقیقه و 17 ثانیه | ۵۳°۳۶′جنوبی ۷۵°۰۶′شرقی / ۵۳٫۶°جنوبی ۷۵٫۱°شرقی   | ۱۹ کیلومتر (۱۲ مایل)   |                 | [ ۱ ]    |
| ۹ آوریل ۲۳    | ۰۰:۴۱:۰۹           | ۶۸         | مرکب   | ۱٫۰۰۸۲ | 00 دقیقه و 51 ثانیه | ۱۴°۱۲′شمالی ۱۴۹°۲۴′غربی / ۱۴٫۲°شمالی ۱۴۹٫۴°غربی | ۲۹ کیلومتر (۱۸ مایل)   |                 | [ ۱ ]    |
| ۳ اکتبر ۲۳    | ۱۶:۳۱:۰۲           | ۷۳         | حلقه‌ای | ۰٫۹۵۷۰ | 05 دقیقه و 07 ثانیه | ۶°۱۸′جنوبی ۲۸°۱۲′غربی / ۶٫۳°جنوبی ۲۸٫۲°غربی     | ۱۵۷ کیلومتر (۹۸ مایل)  |                 | [ ۱ ]    |
| ۲۸ مارس ۲۴    | ۱۳:۵۲:۱۹           | ۷۸         | کامل   | ۱٫۰۵۳۱ | 04 دقیقه و 24 ثانیه | ۳۳°۰۰′جنوبی ۲۹°۰۰′شرقی / ۳۳٫۰°جنوبی ۲۹٫۰°شرقی   | ۲۱۹ کیلومتر (۱۳۶ مایل) |                 | [ ۱ ]    |
| ۲۱ سپتامبر ۲۴ | ۱۷:۵۷:۰۷           | ۸۳         | حلقه‌ای | ۰٫۹۲۵۰ | 08 دقیقه و 05 ثانیه | ۴۰°۵۴′شمالی ۳۲°۱۲′غربی / ۴۰٫۹°شمالی ۳۲٫۲°غربی   | ۳۷۵ کیلومتر (۲۳۳ مایل) |                 | [ ۱ ]    |
| ۱۶ فوریه ۲۵   | ۲۱:۴۴:۰۱           | ۵۰         | جزئی   | ۰٫۴۴۸۵ | —                   | ۷۰°۴۲′شمالی ۱۴۸°۳۰′غربی / ۷۰٫۷°شمالی ۱۴۸٫۵°غربی | —                      |                 | [ ۱ ]    |
| ۱۸ مارس ۲۵    | ۰۶:۲۹:۳۹           | ۸۸         | جزئی   | ۰٫۴۴۵۲ | —                   | ۷۱°۴۲′جنوبی ۱۳۶°۴۸′غربی / ۷۱٫۷°جنوبی ۱۳۶٫۸°غربی | —                      |                 | [ ۱ ]    |
| ۱۲ اوت ۲۵     | ۰۳:۱۰:۴۴           | ۵۵         | جزئی   | ۰٫۰۹۲۸ | —                   | ۶۹°۵۴′جنوبی ۱۳۷°۵۴′شرقی / ۶۹٫۹°جنوبی ۱۳۷٫۹°شرقی | —                      |                 | [ ۱ ]    |
| ۱۰ سپتامبر ۲۵ | ۱۷:۵۵:۳۴           | ۹۳         | جزئی   | ۰٫۳۵۲۵ | —                   | ۷۱°۴۲′شمالی ۶۰°۵۴′شرقی / ۷۱٫۷°شمالی ۶۰٫۹°شرقی   | —                      |                 | [ ۱ ]    |
| ۶ فوریه ۲۶    | ۱۰:۲۶:۵۶           | ۶۰         | حلقه‌ای | ۰٫۹۸۸۸ | 01 دقیقه و 12 ثانیه | ۲۲°۳۰′شمالی ۶۲°۲۴′شرقی / ۲۲٫۵°شمالی ۶۲٫۴°شرقی   | ۵۱ کیلومتر (۳۲ مایل)   |                 | [ ۱ ]    |
| ۱ اوت ۲۶      | ۱۲:۵۵:۴۵           | ۶۵         | کامل   | ۱٫۰۲۹۶ | 02 دقیقه و 53 ثانیه | ۲۴°۴۲′جنوبی ۲۲°۵۴′شرقی / ۲۴٫۷°جنوبی ۲۲٫۹°شرقی   | ۱۳۹ کیلومتر (۸۶ مایل)  |                 | [ ۱ ]    |
| ۲۶ ژوئیه ۲۷   | ۱۶:۰۲:۱۴           | ۷۰         | حلقه‌ای | ۰٫۹۳۹۵ | 07 دقیقه و 34 ثانیه | ۲۳°۴۸′جنوبی ۱۳°۰۰′غربی / ۲۳٫۸°جنوبی ۱۳٫۰°غربی   | ۲۲۵ کیلومتر (۱۴۰ مایل) |                 | [ ۱ ]    |
| ۲۲ ژوئن ۲۷    | ۰۴:۲۹:۰۷           | ۷۵         | کامل   | ۱٫۰۷۴۱ | 06 دقیقه و 31 ثانیه | ۲۴°۴۸′شمالی ۱۵۶°۳۰′شرقی / ۲۴٫۸°شمالی ۱۵۶٫۵°شرقی | ۲۴۱ کیلومتر (۱۵۰ مایل) |                 | [ ۱ ]    |
| ۱۵ ژوئیه ۲۸   | ۱۵:۴۴:۳۱           | ۸۰         | حلقه‌ای | ۰٫۹۱۶۲ | 07 دقیقه و 01 ثانیه | ۷۲°۳۰′جنوبی ۰°۵۴′شرقی / ۷۲٫۵°جنوبی ۰٫۹°شرقی     | ۵۰۹ کیلومتر (۳۱۶ مایل) |                 | [ ۱ ]    |
| ۱۰ ژوئن ۲۸    | ۲۱:۲۸:۵۳           | ۸۵         | کامل   | ۱٫۰۵۸۲ | 03 دقیقه و 30 ثانیه | ۷۵°۵۴′شمالی ۹۵°۲۴′غربی / ۷۵٫۹°شمالی ۹۵٫۴°غربی   | ۳۲۰ کیلومتر (۲۰۰ مایل) |                 | [ ۱ ]    |
| ۵ دسامبر ۲۸   | ۰۰:۵۹:۱۹           | ۵۲         | جزئی   | ۰٫۱۲۶۳ | —                   | ۶۴°۰۶′شمالی ۱۲۲°۰۶′غربی / ۶۴٫۱°شمالی ۱۲۲٫۱°غربی | —                      |                 | [ ۱ ]    |
| ۳ ژوئیه ۲۹    | ۱۶:۴۰:۰۰           | ۹۰         | جزئی   | ۰٫۲۳۰۹ | —                   | ۶۶°۵۴′جنوبی ۱۵۵°۴۲′شرقی / ۶۶٫۹°جنوبی ۱۵۵٫۷°شرقی | —                      |                 | [ ۱ ]    |
| ۱ ژوئن ۲۹     | ۰۰:۳۳:۴۰           | ۵۷         | جزئی   | ۰٫۸۶۰۶ | —                   | ۶۳°۴۲′جنوبی ۱۱۱°۱۲′غربی / ۶۳٫۷°جنوبی ۱۱۱٫۲°غربی | —                      |                 | [ ۱ ]    |
| ۲۴ نوامبر ۲۹  | ۱۲:۱۵:۲۱           | ۶۲         | کامل   | ۱٫۰۲۱۷ | 01 دقیقه و 59 ثانیه | ۲۵°۳۰′شمالی ۵۰°۴۸′شرقی / ۲۵٫۵°شمالی ۵۰٫۸°شرقی   | ۱۰۹ کیلومتر (۶۸ مایل)  |                 | [ ۱ ]    |
| ۲۱ مه ۳۰      | ۰۴:۱۰:۵۷           | ۶۷         | حلقه‌ای | ۰٫۹۵۱۷ | 06 دقیقه و 09 ثانیه | ۲°۰۰′شمالی ۱۶۴°۰۶′شرقی / ۲٫۰°شمالی ۱۶۴٫۱°شرقی   | ۱۸۵ کیلومتر (۱۱۵ مایل) |                 | [ ۱ ]    |
| ۱۴ نوامبر ۳۰  | ۰۳:۳۷:۲۶           | ۷۲         | کامل   | ۱٫۰۴۷۳ | 04 دقیقه و 08 ثانیه | ۱۴°۳۶′جنوبی ۱۶۶°۳۶′شرقی / ۱۴٫۶°جنوبی ۱۶۶٫۶°شرقی | ۱۵۸ کیلومتر (۹۸ مایل)  |                 | [ ۱ ]    |
| ۱۰ مه ۳۱      | ۰۴:۴۶:۵۱           | ۷۷         | حلقه‌ای | ۰٫۹۵۴۹ | 04 دقیقه و 26 ثانیه | ۴۱°۰۰′شمالی ۱۳۶°۰۶′شرقی / ۴۱٫۰°شمالی ۱۳۶٫۱°شرقی | ۱۸۳ کیلومتر (۱۱۴ مایل) |                 | [ ۱ ]    |
| ۳ نوامبر ۳۱   | ۱۸:۲۶:۴۵           | ۸۲         | کامل   | ۱٫۰۱۴۳ | 01 دقیقه و 04 ثانیه | ۴۸°۴۸′جنوبی ۸۰°۲۴′غربی / ۴۸٫۸°جنوبی ۸۰٫۴°غربی   | ۶۲ کیلومتر (۳۹ مایل)   |                 | [ ۱ ]    |
| ۲۹ مارس ۳۲    | ۲۳:۱۰:۰۱           | ۴۹         | جزئی   | ۰٫۱۰۰۲ | —                   | ۶۱°۰۰′جنوبی ۳۹°۰۰′غربی / ۶۱٫۰°جنوبی ۳۹٫۰°غربی   | —                      |                 | [ ۱ ]    |
| ۲۸ آوریل ۳۲   | ۰۹:۴۲:۱۰           | ۸۷         | جزئی   | ۰٫۶۵۹۶ | —                   | ۶۱°۳۶′شمالی ۴۰°۲۴′غربی / ۶۱٫۶°شمالی ۴۰٫۴°غربی   | —                      |                 | [ ۱ ]    |
| ۲۳ سپتامبر ۳۲ | ۱۲:۲۶:۳۴           | ۵۴         | جزئی   | ۰٫۰۴۹۱ | —                   | ۶۰°۴۲′شمالی ۱۲۵°۱۲′شرقی / ۶۰٫۷°شمالی ۱۲۵٫۲°شرقی | —                      |                 | [ ۱ ]    |
| ۲۳ اکتبر ۳۲   | ۰۴:۱۲:۲۸           | ۹۲         | جزئی   | ۰٫۳۱۴۴ | —                   | ۶۱°۲۴′جنوبی ۴۵°۱۸′شرقی / ۶۱٫۴°جنوبی ۴۵٫۳°شرقی   | —                      |                 | [ ۱ ]    |
| ۱۹ مارس ۳۳    | ۱۳:۴۰:۱۶           | ۵۹         | کامل   | ۱٫۰۵۷۶ | 04 دقیقه و 06 ثانیه | ۴۰°۰۶′جنوبی ۴۶°۵۴′شرقی / ۴۰٫۱°جنوبی ۴۶٫۹°شرقی   | ۲۶۷ کیلومتر (۱۶۶ مایل) |                 | [ ۱ ]    |
| ۱۲ سپتامبر ۳۳ | ۱۲:۴۷:۳۰           | ۶۴         | حلقه‌ای | ۰٫۹۲۳۳ | 06 دقیقه و 36 ثانیه | ۵۲°۴۸′شمالی ۷۲°۵۴′شرقی / ۵۲٫۸°شمالی ۷۲٫۹°شرقی   | ۵۴۹ کیلومتر (۳۴۱ مایل) |                 | [ ۱ ]    |
| ۹ مارس ۳۴     | ۰۶:۲۰:۴۴           | ۶۹         | کامل   | ۱٫۰۵۹۴ | 04 دقیقه و 56 ثانیه | ۵°۳۶′جنوبی ۱۳۰°۳۶′شرقی / ۵٫۶°جنوبی ۱۳۰٫۶°شرقی   | ۱۹۵ کیلومتر (۱۲۱ مایل) |                 | [ ۱ ]    |
| ۱ سپتامبر ۳۴  | ۱۳:۵۲:۱۸           | ۷۴         | حلقه‌ای | ۰٫۹۵۹۳ | 04 دقیقه و 20 ثانیه | ۱۵°۳۰′شمالی ۱۷°۳۶′شرقی / ۱۵٫۵°شمالی ۱۷٫۶°شرقی   | ۱۴۹ کیلومتر (۹۳ مایل)  |                 | [ ۱ ]    |
| ۲۶ فوریه ۳۵   | ۲۰:۲۹:۵۴           | ۷۹         | مرکب   | ۱٫۰۰۵۹ | 00 دقیقه و 31 ثانیه | ۳۲°۴۸′شمالی ۱۰۵°۰۰′غربی / ۳۲٫۸°شمالی ۱۰۵٫۰°غربی | ۳۰ کیلومتر (۱۹ مایل)   |                 | [ ۱ ]    |
| ۲۱ اوت ۳۵     | ۲۱:۴۳:۵۰           | ۸۴         | مرکب   | ۱٫۰۱۳۰ | 01 دقیقه و 13 ثانیه | ۲۱°۴۲′جنوبی ۱۱۹°۴۸′غربی / ۲۱٫۷°جنوبی ۱۱۹٫۸°غربی | ۵۶ کیلومتر (۳۵ مایل)   |                 | [ ۱ ]    |
| ۱۷ ژوئیه ۳۶   | ۱۱:۰۶:۵۱           | ۵۱         | جزئی   | ۰٫۲۲۸۱ | —                   | ۶۳°۲۴′جنوبی ۱۵۹°۴۲′غربی / ۶۳٫۴°جنوبی ۱۵۹٫۷°غربی | —                      |                 | [ ۱ ]    |
| ۱۶ فوریه ۳۶   | ۰۴:۰۳:۳۹           | ۸۹         | جزئی   | ۰٫۰۶۴۱ | —                   | ۶۱°۴۲′شمالی ۱۰۱°۴۸′شرقی / ۶۱٫۷°شمالی ۱۰۱٫۸°شرقی | —                      |                 | [ ۱ ]    |
| ۱۲ ژوئن ۳۶    | ۰۴:۴۶:۳۲           | ۵۶         | جزئی   | ۰٫۵۸۸۸ | —                   | ۶۴°۱۲′شمالی ۵۹°۳۰′غربی / ۶۴٫۲°شمالی ۵۹٫۵°غربی   | —                      |                 | [ ۱ ]    |
| ۱۰ اوت ۳۶     | ۱۲:۰۸:۲۵           | ۹۴         | جزئی   | ۰٫۴۳۲۵ | —                   | ۶۲°۱۲′جنوبی ۱۵°۰۰′غربی / ۶۲٫۲°جنوبی ۱۵٫۰°غربی   | —                      |                 | [ ۱ ]    |
| ۵ ژوئیه ۳۷    | ۱۰:۱۷:۰۲           | ۶۱         | حلقه‌ای | ۰٫۹۱۹۱ | 06 دقیقه و 40 ثانیه | ۷۰°۰۶′جنوبی ۹۷°۳۶′شرقی / ۷۰٫۱°جنوبی ۹۷٫۶°شرقی   | ۴۷۴ کیلومتر (۲۹۵ مایل) |                 | [ ۱ ]    |
| ۱ ژوئن ۳۷     | ۲۱:۲۳:۲۴           | ۶۶         | کامل   | ۱٫۰۵۲۹ | 03 دقیقه و 54 ثانیه | ۵۴°۰۶′شمالی ۹۱°۱۲′غربی / ۵۴٫۱°شمالی ۹۱٫۲°غربی   | ۲۰۴ کیلومتر (۱۲۷ مایل) |                 | [ ۱ ]    |
| ۲۵ دسامبر ۳۷  | ۱۲:۴۷:۳۵           | ۷۱         | حلقه‌ای | ۰٫۹۶۲۶ | 04 دقیقه و 15 ثانیه | ۲۶°۲۴′جنوبی ۳۱°۵۴′شرقی / ۲۶٫۴°جنوبی ۳۱٫۹°شرقی   | ۱۳۶ کیلومتر (۸۵ مایل)  |                 | [ ۱ ]    |
| ۲۱ ژوئن ۳۸    | ۰۹:۳۴:۱۶           | ۷۶         | مرکب   | ۱٫۰۰۱۶ | 00 دقیقه و 11 ثانیه | ۸°۴۲′شمالی ۷۶°۴۸′شرقی / ۸٫۷°شمالی ۷۶٫۸°شرقی     | ۶ کیلومتر (۳٫۷ مایل)   |                 | [ ۱ ]    |
| ۱۴ دسامبر ۳۸  | ۲۲:۳۳:۴۰           | ۸۱         | مرکب   | ۱٫۰۱۲۸ | 01 دقیقه و 19 ثانیه | ۱۶°۴۲′شمالی ۱۱۷°۴۸′غربی / ۱۶٫۷°شمالی ۱۱۷٫۸°غربی | ۵۷ کیلومتر (۳۵ مایل)   |                 | [ ۱ ]    |
| ۱۰ ژوئن ۳۹    | ۱۴:۳۴:۱۸           | ۸۶         | جزئی   | ۰٫۸۵۳۴ | —                   | ۶۷°۰۰′جنوبی ۳°۱۸′شرقی / ۶۷٫۰°جنوبی ۳٫۳°شرقی     | —                      |                 | [ ۱ ]    |
| ۵ نوامبر ۳۹   | ۰۲:۴۶:۱۹           | ۵۳         | جزئی   | ۰٫۲۵۴۷ | —                   | ۷۰°۱۲′جنوبی ۳۸°۳۰′شرقی / ۷۰٫۲°جنوبی ۳۸٫۵°شرقی   | —                      |                 | [ ۱ ]    |
| ۴ دسامبر ۳۹   | ۱۳:۲۲:۱۳           | ۹۱         | جزئی   | ۰٫۴۸۵۰ | —                   | ۶۷°۳۰′شمالی ۲۷°۱۸′شرقی / ۶۷٫۵°شمالی ۲۷٫۳°شرقی   | —                      |                 | [ ۱ ]    |
| ۳۰ آوریل ۴۰   | ۰۱:۰۳:۱۷           | ۵۸         | حلقه‌ای | ۰٫۹۵۲۲ | —                   | ۷۰°۳۰′شمالی ۷۰°۱۲′شرقی / ۷۰٫۵°شمالی ۷۰٫۲°شرقی   | —                      |                 | [ ۱ ]    |
| ۲۴ اکتبر ۴۰   | ۱۶:۳۷:۵۷           | ۶۳         | حلقه‌ای | ۰٫۹۹۸۲ | 00 دقیقه و 08 ثانیه | ۵۹°۱۲′جنوبی ۵۳°۴۲′غربی / ۵۹٫۲°جنوبی ۵۳٫۷°غربی   | ۱۰ کیلومتر (۶٫۲ مایل)  |                 | [ ۱ ]    |
| ۱۹ آوریل ۴۱   | ۰۷:۵۴:۴۶           | ۶۸         | مرکب   | ۱٫۰۱۳۹ | 01 دقیقه و 24 ثانیه | ۲۲°۰۰′شمالی ۹۹°۳۰′شرقی / ۲۲٫۰°شمالی ۹۹٫۵°شرقی   | ۴۹ کیلومتر (۳۰ مایل)   |                 | [ ۱ ]    |
| ۱۴ اکتبر ۴۱   | ۰۰:۲۶:۰۱           | ۷۳         | حلقه‌ای | ۰٫۹۵۱۹ | 05 دقیقه و 47 ثانیه | ۱۱°۴۸′جنوبی ۱۴۸°۳۶′غربی / ۱۱٫۸°جنوبی ۱۴۸٫۶°غربی | ۱۷۷ کیلومتر (۱۱۰ مایل) |                 | [ ۱ ]    |
| ۸ آوریل ۴۲    | ۲۱:۳۲:۲۹           | ۷۸         | کامل   | ۱٫۰۵۸۸ | 05 دقیقه و 05 ثانیه | ۲۵°۰۶′جنوبی ۹۰°۲۴′غربی / ۲۵٫۱°جنوبی ۹۰٫۴°غربی   | ۲۲۹ کیلومتر (۱۴۲ مایل) |                 | [ ۱ ]    |
| ۳ اکتبر ۴۲    | ۰۱:۲۷:۲۷           | ۸۳         | حلقه‌ای | ۰٫۹۲۲۲ | 08 دقیقه و 56 ثانیه | ۳۴°۳۶′شمالی ۱۴۸°۲۴′غربی / ۳۴٫۶°شمالی ۱۴۸٫۴°غربی | ۳۷۷ کیلومتر (۲۳۴ مایل) |                 | [ ۱ ]    |
| ۲۸ فوریه ۴۳   | ۰۵:۵۴:۲۷           | ۵۰         | جزئی   | ۰٫۳۸۱۶ | —                   | ۷۱°۱۸′شمالی ۷۴°۴۲′شرقی / ۷۱٫۳°شمالی ۷۴٫۷°شرقی   | —                      |                 | [ ۱ ]    |
| ۲۹ مارس ۴۳    | ۱۴:۲۲:۲۳           | ۸۸         | جزئی   | ۰٫۵۳۸۱ | —                   | ۷۱°۴۲′جنوبی ۹۰°۱۲′شرقی / ۷۱٫۷°جنوبی ۹۰٫۲°شرقی   | —                      |                 | [ ۱ ]    |
| ۲۳ اوت ۴۳     | ۱۰:۲۸:۵۰           | ۵۵         | جزئی   | ۰٫۰۰۹۱ | —                   | ۷۰°۳۶′جنوبی ۱۴°۴۲′شرقی / ۷۰٫۶°جنوبی ۱۴٫۷°شرقی   | —                      |                 | [ ۱ ]    |
| ۲۲ سپتامبر ۴۳ | ۰۱:۲۵:۱۳           | ۹۳         | جزئی   | ۰٫۴۱۸۳ | —                   | ۷۱°۵۴′شمالی ۶۶°۲۴′غربی / ۷۱٫۹°شمالی ۶۶٫۴°غربی   | —                      |                 | [ ۱ ]    |
| ۱۷ فوریه ۴۴   | ۱۸:۲۶:۴۶           | ۶۰         | حلقه‌ای | ۰٫۹۸۸۱ | 01 دقیقه و 13 ثانیه | ۲۷°۵۴′شمالی ۶۱°۱۲′غربی / ۲۷٫۹°شمالی ۶۱٫۲°غربی   | ۵۶ کیلومتر (۳۵ مایل)   |                 | [ ۱ ]    |
| ۱۱ اوت ۴۴     | ۲۰:۳۱:۵۷           | ۶۵         | کامل   | ۱٫۰۲۹۰ | 02 دقیقه و 39 ثانیه | ۳۱°۳۰′جنوبی ۹۵°۴۸′غربی / ۳۱٫۵°جنوبی ۹۵٫۸°غربی   | ۱۴۷ کیلومتر (۹۱ مایل)  |                 | [ ۱ ]    |
| ۵ فوریه ۴۵    | ۲۳:۴۵:۲۹           | ۷۰         | حلقه‌ای | ۰٫۹۴۰۲ | 07 دقیقه و 34 ثانیه | ۱۹°۱۲′جنوبی ۱۲۹°۱۸′غربی / ۱۹٫۲°جنوبی ۱۲۹٫۳°غربی | ۲۲۲ کیلومتر (۱۳۸ مایل) |                 | [ ۱ ]    |
| ۱ اوت ۴۵      | ۱۲:۱۰:۳۰           | ۷۵         | کامل   | ۱٫۰۷۲۴ | 06 دقیقه و 30 ثانیه | ۱۸°۵۴′شمالی ۴۰°۱۲′شرقی / ۱۸٫۹°شمالی ۴۰٫۲°شرقی   | ۲۳۵ کیلومتر (۱۴۶ مایل) |                 | [ ۱ ]    |
| ۲۵ ژوئیه ۴۶   | ۲۳:۲۷:۱۶           | ۸۰         | حلقه‌ای | ۰٫۹۱۹۴ | 06 دقیقه و 59 ثانیه | ۶۷°۳۶′جنوبی ۱۰۹°۱۲′غربی / ۶۷٫۶°جنوبی ۱۰۹٫۲°غربی | ۴۶۹ کیلومتر (۲۹۱ مایل) |                 | [ ۱ ]    |
| ۲۲ ژوئن ۴۶    | ۰۵:۰۰:۳۲           | ۸۵         | کامل   | ۱٫۰۵۵۲ | 03 دقیقه و 34 ثانیه | ۶۸°۰۶′شمالی ۱۵۸°۰۶′شرقی / ۶۸٫۱°شمالی ۱۵۸٫۱°شرقی | ۲۷۰ کیلومتر (۱۷۰ مایل) |                 | [ ۱ ]    |
| ۱۶ دسامبر ۴۶  | ۰۹:۲۸:۴۳           | ۵۲         | جزئی   | ۰٫۱۲۸۹ | —                   | ۶۵°۰۶′شمالی ۱۰۰°۰۰′شرقی / ۶۵٫۱°شمالی ۱۰۰٫۰°شرقی | —                      |                 | [ ۱ ]    |
| ۱۵ ژوئیه ۴۷   | ۰۰:۴۶:۰۹           | ۹۰         | جزئی   | ۰٫۲۵۵۳ | —                   | ۶۸°۰۰′جنوبی ۲۲°۲۴′شرقی / ۶۸٫۰°جنوبی ۲۲٫۴°شرقی   | —                      |                 | [ ۱ ]    |
| ۱۲ ژوئن ۴۷    | ۰۷:۱۸:۲۲           | ۵۷         | جزئی   | ۰٫۷۰۸۷ | —                   | ۶۴°۳۶′جنوبی ۱۳۷°۱۲′شرقی / ۶۴٫۶°جنوبی ۱۳۷٫۲°شرقی | —                      |                 | [ ۱ ]    |
| ۱۱ ژوئن ۴۷    | ۱۸:۲۰:۴۹           | ۹۵         | جزئی   | ۰٫۰۱۷۴ | —                   | ۶۷°۱۲′شمالی ۱۲۳°۰۶′شرقی / ۶۷٫۲°شمالی ۱۲۳٫۱°شرقی | —                      |                 | [ ۱ ]    |
| ۵ دسامبر ۴۷   | ۲۱:۰۴:۳۴           | ۶۲         | کامل   | ۱٫۰۲۳۶ | 02 دقیقه و 13 ثانیه | ۲۴°۲۴′شمالی ۸۴°۴۸′غربی / ۲۴٫۴°شمالی ۸۴٫۸°غربی   | ۱۱۹ کیلومتر (۷۴ مایل)  |                 | [ ۱ ]    |
| ۳۱ مه ۴۸      | ۱۰:۳۲:۰۷           | ۶۷         | حلقه‌ای | ۰٫۹۵۰۶ | 06 دقیقه و 33 ثانیه | ۱°۳۶′جنوبی ۶۸°۲۴′شرقی / ۱٫۶°جنوبی ۶۸٫۴°شرقی     | ۱۹۸ کیلومتر (۱۲۳ مایل) |                 | [ ۱ ]    |
| ۲۴ نوامبر ۴۸  | ۱۲:۳۰:۰۹           | ۷۲         | کامل   | ۱٫۰۴۶۱ | 04 دقیقه و 07 ثانیه | ۱۷°۰۶′جنوبی ۳۳°۱۲′شرقی / ۱۷٫۱°جنوبی ۳۳٫۲°شرقی   | ۱۵۴ کیلومتر (۹۶ مایل)  |                 | [ ۱ ]    |
| ۲۰ مه ۴۹      | ۱۱:۱۴:۲۵           | ۷۷         | حلقه‌ای | ۰٫۹۵۸۳ | 04 دقیقه و 15 ثانیه | ۳۹°۲۴′شمالی ۴۲°۳۶′شرقی / ۳۹٫۴°شمالی ۴۲٫۶°شرقی   | ۱۶۲ کیلومتر (۱۰۱ مایل) |                 | [ ۱ ]    |
| ۱۴ نوامبر ۴۹  | ۰۳:۰۶:۵۷           | ۸۲         | مرکب   | ۱٫۰۱۰۴ | 00 دقیقه و 46 ثانیه | ۵۲°۴۸′جنوبی ۱۵۰°۱۸′شرقی / ۵۲٫۸°جنوبی ۱۵۰٫۳°شرقی | ۴۶ کیلومتر (۲۹ مایل)   |                 | [ ۱ ]    |
| ۹ مه ۵۰       | ۱۶:۳۹:۴۷           | ۸۷         | جزئی   | ۰٫۸۰۳۳ | —                   | ۶۲°۰۶′شمالی ۱۵۴°۳۶′غربی / ۶۲٫۱°شمالی ۱۵۴٫۶°غربی | —                      |                 | [ ۱ ]    |
| ۳ نوامبر ۵۰   | ۱۲:۲۵:۵۲           | ۹۲         | جزئی   | ۰٫۳۲۵۸ | —                   | ۶۱°۵۴′جنوبی ۸۷°۳۶′غربی / ۶۱٫۹°جنوبی ۸۷٫۶°غربی   | —                      |                 | [ ۱ ]    |
| ۳۰ مارس ۵۱    | ۲۱:۳۱:۰۷           | ۵۹         | کامل   | ۱٫۰۶۰۹ | 04 دقیقه و 21 ثانیه | ۳۹°۴۸′جنوبی ۷۰°۴۲′غربی / ۳۹٫۸°جنوبی ۷۰٫۷°غربی   | ۳۰۵ کیلومتر (۱۹۰ مایل) |                 | [ ۱ ]    |
| ۲۳ سپتامبر ۵۱ | ۲۰:۰۸:۲۵           | ۶۴         | حلقه‌ای | ۰٫۹۱۹۷ | 06 دقیقه و 58 ثانیه | ۵۲°۱۲′شمالی ۳۶°۱۸′غربی / ۵۲٫۲°شمالی ۳۶٫۳°غربی   | ۶۶۷ کیلومتر (۴۱۴ مایل) |                 | [ ۱ ]    |
| ۱۹ مارس ۵۲    | ۱۴:۱۹:۱۹           | ۶۹         | کامل   | ۱٫۰۶۰۹ | 05 دقیقه و 02 ثانیه | ۳°۴۲′جنوبی ۱۰°۳۶′شرقی / ۳٫۷°جنوبی ۱۰٫۶°شرقی     | ۲۰۰ کیلومتر (۱۲۰ مایل) |                 | [ ۱ ]    |
| ۱۱ سپتامبر ۵۲ | ۲۱:۲۰:۳۶           | ۷۴         | حلقه‌ای | ۰٫۹۵۸۸ | 04 دقیقه و 20 ثانیه | ۱۳°۲۴′شمالی ۹۴°۳۶′غربی / ۱۳٫۴°شمالی ۹۴٫۶°غربی   | ۱۵۱ کیلومتر (۹۴ مایل)  |                 | [ ۱ ]    |
| ۹ مارس ۵۳     | ۰۴:۱۹:۲۰           | ۷۹         | مرکب   | ۱٫۰۰۶۵ | 00 دقیقه و 33 ثانیه | ۳۳°۲۴′شمالی ۱۳۶°۱۸′شرقی / ۳۳٫۴°شمالی ۱۳۶٫۳°شرقی | ۳۱ کیلومتر (۱۹ مایل)   |                 | [ ۱ ]    |
| ۱ سپتامبر ۵۳  | ۰۵:۲۹:۳۸           | ۸۴         | مرکب   | ۱٫۰۱۳۸ | 01 دقیقه و 15 ثانیه | ۲۱°۴۸′جنوبی ۱۲۲°۳۶′شرقی / ۲۱٫۸°جنوبی ۱۲۲٫۶°شرقی | ۵۷ کیلومتر (۳۵ مایل)   |                 | [ ۱ ]    |
| ۲۷ ژوئیه ۵۴   | ۱۸:۵۱:۵۸           | ۵۱         | جزئی   | ۰٫۱۸۹۸ | —                   | ۶۲°۳۶′جنوبی ۷۴°۰۰′شرقی / ۶۲٫۶°جنوبی ۷۴٫۰°شرقی   | —                      |                 | [ ۱ ]    |
| ۲۶ فوریه ۵۴   | ۱۱:۳۵:۳۵           | ۸۹         | جزئی   | ۰٫۱۲۲۰ | —                   | ۶۱°۱۲′شمالی ۲۰°۴۸′غربی / ۶۱٫۲°شمالی ۲۰٫۸°غربی   | —                      |                 | [ ۱ ]    |
| ۲۳ ژوئن ۵۴    | ۱۲:۲۴:۲۶           | ۵۶         | جزئی   | ۰٫۴۶۷۷ | —                   | ۶۳°۲۴′شمالی ۱۷۵°۴۲′شرقی / ۶۳٫۴°شمالی ۱۷۵٫۷°شرقی | —                      |                 | [ ۱ ]    |
| ۲۱ اوت ۵۴     | ۲۰:۰۲:۳۲           | ۹۴         | جزئی   | ۰٫۵۲۹۶ | —                   | ۶۱°۳۶′جنوبی ۱۴۳°۱۲′غربی / ۶۱٫۶°جنوبی ۱۴۳٫۲°غربی | —                      |                 | [ ۱ ]    |
| ۱۶ ژوئیه ۵۵   | ۱۸:۰۷:۴۴           | ۶۱         | حلقه‌ای | ۰٫۹۲۱۹ | 06 دقیقه و 22 ثانیه | ۶۷°۴۲′جنوبی ۱۲°۰۶′غربی / ۶۷٫۷°جنوبی ۱۲٫۱°غربی   | ۴۶۷ کیلومتر (۲۹۰ مایل) |                 | [ ۱ ]    |
| ۱۳ ژوئن ۵۵    | ۰۴:۴۷:۰۳           | ۶۶         | کامل   | ۱٫۰۴۷۵ | 03 دقیقه و 23 ثانیه | ۵۷°۰۰′شمالی ۱۶۴°۱۲′شرقی / ۵۷٫۰°شمالی ۱۶۴٫۲°شرقی | ۱۹۵ کیلومتر (۱۲۱ مایل) |                 | [ ۱ ]    |
| ۵ ژوئیه ۵۶    | ۲۱:۰۵:۲۹           | ۷۱         | حلقه‌ای | ۰٫۹۶۶۹ | 03 دقیقه و 39 ثانیه | ۲۶°۰۶′جنوبی ۹۱°۴۲′غربی / ۲۶٫۱°جنوبی ۹۱٫۷°غربی   | ۱۱۹ کیلومتر (۷۴ مایل)  |                 | [ ۱ ]    |
| ۱ ژوئن ۵۶     | ۱۶:۲۷:۵۸           | ۷۶         | حلقه‌ای | ۰٫۹۹۷۲ | 00 دقیقه و 20 ثانیه | ۱۳°۱۲′شمالی ۲۷°۱۸′غربی / ۱۳٫۲°شمالی ۲۷٫۳°غربی   | ۱۰ کیلومتر (۶٫۲ مایل)  |                 | [ ۱ ]    |
| ۲۵ دسامبر ۵۶  | ۰۷:۱۶:۳۳           | ۸۱         | کامل   | ۱٫۰۱۶۳ | 01 دقیقه و 40 ثانیه | ۱۵°۵۴′شمالی ۱۰۸°۵۴′شرقی / ۱۵٫۹°شمالی ۱۰۸٫۹°شرقی | ۷۳ کیلومتر (۴۵ مایل)   |                 | [ ۱ ]    |
| ۲۰ ژوئن ۵۷    | ۲۰:۵۹:۱۷           | ۸۶         | حلقه‌ای | ۰٫۹۴۳۴ | 05 دقیقه و 25 ثانیه | ۵۵°۴۸′جنوبی ۱۰۱°۱۸′غربی / ۵۵٫۸°جنوبی ۱۰۱٫۳°غربی | —                      |                 | [ ۱ ]    |
| ۱۵ نوامبر ۵۷  | ۱۱:۳۵:۱۹           | ۵۳         | جزئی   | ۰٫۲۴۶۳ | —                   | ۶۹°۱۸′جنوبی ۱۰۷°۰۶′غربی / ۶۹٫۳°جنوبی ۱۰۷٫۱°غربی | —                      |                 | [ ۱ ]    |
| ۱۴ دسامبر ۵۷  | ۲۲:۱۵:۳۳           | ۹۱         | جزئی   | ۰٫۴۸۸۱ | —                   | ۶۶°۳۰′شمالی ۱۱۷°۳۶′غربی / ۶۶٫۵°شمالی ۱۱۷٫۶°غربی | —                      |                 | [ ۱ ]    |
| ۱۱ مه ۵۸      | ۰۷:۳۹:۱۶           | ۵۸         | جزئی   | ۰٫۸۱۷۶ | —                   | ۶۹°۴۲′شمالی ۴۲°۰۰′غربی / ۶۹٫۷°شمالی ۴۲٫۰°غربی   | —                      |                 | [ ۱ ]    |
| ۵ نوامبر ۵۸   | ۰۱:۰۹:۰۷           | ۶۳         | حلقه‌ای | ۰٫۹۹۳۴ | 00 دقیقه و 29 ثانیه | ۶۴°۱۸′جنوبی ۱۷۷°۴۸′شرقی / ۶۴٫۳°جنوبی ۱۷۷٫۸°شرقی | ۳۷ کیلومتر (۲۳ مایل)   |                 | [ ۱ ]    |
| ۳۰ آوریل ۵۹   | ۱۵:۰۴:۳۴           | ۶۸         | کامل   | ۱٫۰۱۹۱ | 01 دقیقه و 50 ثانیه | ۲۹°۴۸′شمالی ۱۰°۱۲′غربی / ۲۹٫۸°شمالی ۱۰٫۲°غربی   | ۶۸ کیلومتر (۴۲ مایل)   |                 | [ ۱ ]    |
| ۲۵ اکتبر ۵۹   | ۰۸:۲۶:۵۰           | ۷۳         | حلقه‌ای | ۰٫۹۴۷۲ | 06 دقیقه و 23 ثانیه | ۱۶°۴۸′جنوبی ۹۰°۰۰′شرقی / ۱۶٫۸°جنوبی ۹۰٫۰°شرقی   | ۱۹۵ کیلومتر (۱۲۱ مایل) |                 | [ ۱ ]    |
| ۱۹ آوریل ۶۰   | ۰۵:۰۸:۱۲           | ۷۸         | کامل   | ۱٫۰۶۴۰ | 05 دقیقه و 45 ثانیه | ۱۷°۱۸′جنوبی ۱۵۱°۴۲′شرقی / ۱۷٫۳°جنوبی ۱۵۱٫۷°شرقی | ۲۳۸ کیلومتر (۱۴۸ مایل) |                 | [ ۱ ]    |
| ۱۳ اکتبر ۶۰   | ۰۹:۰۵:۵۱           | ۸۳         | حلقه‌ای | ۰٫۹۱۹۶ | 09 دقیقه و 47 ثانیه | ۲۸°۵۴′شمالی ۹۳°۴۲′شرقی / ۲۸٫۹°شمالی ۹۳٫۷°شرقی   | ۳۸۱ کیلومتر (۲۳۷ مایل) |                 | [ ۱ ]    |
| ۱۰ مارس ۶۱    | ۱۳:۵۶:۲۴           | ۵۰         | جزئی   | ۰٫۳۰۱۷ | —                   | ۷۱°۴۲′شمالی ۶۰°۱۸′غربی / ۷۱٫۷°شمالی ۶۰٫۳°غربی   | —                      |                 | [ ۱ ]    |
| ۸ آوریل ۶۱    | ۲۲:۰۷:۳۲           | ۸۸         | جزئی   | ۰٫۶۴۳۱ | —                   | ۷۱°۳۰′جنوبی ۴۰°۴۲′غربی / ۷۱٫۵°جنوبی ۴۰٫۷°غربی   | —                      |                 | [ ۱ ]    |
| ۲ اکتبر ۶۱    | ۰۹:۰۵:۲۸           | ۹۳         | جزئی   | ۰٫۴۷۱۳ | —                   | ۷۱°۵۴′شمالی ۱۶۳°۳۰′شرقی / ۷۱٫۹°شمالی ۱۶۳٫۵°شرقی | —                      |                 | [ ۱ ]    |
| ۲۸ فوریه ۶۲   | ۰۲:۱۷:۲۷           | ۶۰         | حلقه‌ای | ۰٫۹۸۷۴ | 01 دقیقه و 14 ثانیه | ۳۴°۰۶′شمالی ۱۷۶°۵۴′شرقی / ۳۴٫۱°شمالی ۱۷۶٫۹°شرقی | ۶۲ کیلومتر (۳۹ مایل)   |                 | [ ۱ ]    |
| ۲۳ اوت ۶۲     | ۰۴:۱۷:۰۲           | ۶۵         | کامل   | ۱٫۰۲۸۰ | 02 دقیقه و 24 ثانیه | ۳۸°۳۰′جنوبی ۱۴۲°۳۰′شرقی / ۳۸٫۵°جنوبی ۱۴۲٫۵°شرقی | ۱۵۵ کیلومتر (۹۶ مایل)  |                 | [ ۱ ]    |
| ۱۷ فوریه ۶۳   | ۰۷:۱۹:۵۰           | ۷۰         | حلقه‌ای | ۰٫۹۴۱۲ | 07 دقیقه و 30 ثانیه | ۱۳°۴۸′جنوبی ۱۱۵°۵۴′شرقی / ۱۳٫۸°جنوبی ۱۱۵٫۹°شرقی | ۲۱۸ کیلومتر (۱۳۵ مایل) |                 | [ ۱ ]    |
| ۱۲ اوت ۶۳     | ۱۹:۵۹:۳۴           | ۷۵         | کامل   | ۱٫۰۷۰۲ | 06 دقیقه و 22 ثانیه | ۱۲°۴۸′شمالی ۷۸°۳۶′غربی / ۱۲٫۸°شمالی ۷۸٫۶°غربی   | ۲۲۹ کیلومتر (۱۴۲ مایل) |                 | [ ۱ ]    |
| ۶ فوریه ۶۴    | ۰۷:۰۳:۵۵           | ۸۰         | حلقه‌ای | ۰٫۹۲۳۰ | 06 دقیقه و 57 ثانیه | ۶۱°۴۲′جنوبی ۱۳۷°۴۸′شرقی / ۶۱٫۷°جنوبی ۱۳۷٫۸°شرقی | ۴۲۶ کیلومتر (۲۶۵ مایل) |                 | [ ۱ ]    |
| ۱ اوت ۶۴      | ۱۲:۳۶:۱۳           | ۸۵         | کامل   | ۱٫۰۵۱۵ | 03 دقیقه و 33 ثانیه | ۶۰°۳۰′شمالی ۴۵°۳۰′شرقی / ۶۰٫۵°شمالی ۴۵٫۵°شرقی   | ۲۳۱ کیلومتر (۱۴۴ مایل) |                 | [ ۱ ]    |
| ۲۶ دسامبر ۶۴  | ۱۷:۵۶:۵۹           | ۵۲         | جزئی   | ۰٫۱۲۸۳ | —                   | ۶۶°۰۶′شمالی ۳۸°۰۶′غربی / ۶۶٫۱°شمالی ۳۸٫۱°غربی   | —                      |                 | [ ۱ ]    |
| ۲۵ ژوئیه ۶۵   | ۰۸:۴۷:۳۰           | ۹۰         | جزئی   | ۰٫۲۸۷۹ | —                   | ۶۹°۰۰′جنوبی ۱۱۰°۲۴′غربی / ۶۹٫۰°جنوبی ۱۱۰٫۴°غربی | —                      |                 | [ ۱ ]    |
| ۲۲ ژوئن ۶۵    | ۱۴:۰۲:۱۲           | ۵۷         | جزئی   | ۰٫۵۵۹۲ | —                   | ۶۵°۳۰′جنوبی ۲۵°۳۰′شرقی / ۶۵٫۵°جنوبی ۲۵٫۵°شرقی   | —                      |                 | [ ۱ ]    |
| ۲۲ ژوئن ۶۵    | ۰۱:۲۹:۱۰           | ۹۵         | جزئی   | ۰٫۱۳۲۵ | —                   | ۶۸°۱۲′شمالی ۴°۱۲′شرقی / ۶۸٫۲°شمالی ۴٫۲°شرقی     | —                      |                 | [ ۱ ]    |
| ۱۶ دسامبر ۶۵  | ۰۵:۵۲:۳۲           | ۶۲         | کامل   | ۱٫۰۲۶۱ | 02 دقیقه و 28 ثانیه | ۲۴°۰۶′شمالی ۱۳۹°۵۴′شرقی / ۲۴٫۱°شمالی ۱۳۹٫۹°شرقی | ۱۳۲ کیلومتر (۸۲ مایل)  |                 | [ ۱ ]    |
| ۱۱ ژوئن ۶۶    | ۱۶:۵۳:۰۷           | ۶۷         | حلقه‌ای | ۰٫۹۴۸۸ | 06 دقیقه و 58 ثانیه | ۶°۱۸′جنوبی ۲۷°۵۴′غربی / ۶٫۳°جنوبی ۲۷٫۹°غربی     | ۲۱۶ کیلومتر (۱۳۴ مایل) |                 | [ ۱ ]    |
| ۵ دسامبر ۶۶   | ۲۱:۲۳:۰۹           | ۷۲         | کامل   | ۱٫۰۴۵۴ | 04 دقیقه و 08 ثانیه | ۱۸°۴۸′جنوبی ۱۰۰°۰۰′غربی / ۱۸٫۸°جنوبی ۱۰۰٫۰°غربی | ۱۵۲ کیلومتر (۹۴ مایل)  |                 | [ ۱ ]    |
| ۳۱ مه ۶۷      | ۱۷:۴۲:۲۲           | ۷۷         | حلقه‌ای | ۰٫۹۶۱۲ | 04 دقیقه و 08 ثانیه | ۳۷°۰۰′شمالی ۵۱°۲۴′غربی / ۳۷٫۰°شمالی ۵۱٫۴°غربی   | ۱۴۶ کیلومتر (۹۱ مایل)  |                 | [ ۱ ]    |
| ۲۵ نوامبر ۶۷  | ۱۱:۴۸:۰۴           | ۸۲         | مرکب   | ۱٫۰۰۷۱ | 00 دقیقه و 31 ثانیه | ۵۶°۳۰′جنوبی ۲۲°۱۲′شرقی / ۵۶٫۵°جنوبی ۲۲٫۲°شرقی   | ۳۱ کیلومتر (۱۹ مایل)   |                 | [ ۱ ]    |
| ۱۹ مه ۶۸      | ۲۳:۳۶:۲۱           | ۸۷         | جزئی   | ۰٫۹۵۱۹ | —                   | ۶۲°۴۸′شمالی ۹۱°۲۴′شرقی / ۶۲٫۸°شمالی ۹۱٫۴°شرقی   | —                      |                 | [ ۱ ]    |
| ۱۳ نوامبر ۶۸  | ۲۰:۴۲:۵۵           | ۹۲         | جزئی   | ۰٫۳۳۰۸ | —                   | ۶۲°۳۰′جنوبی ۱۳۸°۲۴′شرقی / ۶۲٫۵°جنوبی ۱۳۸٫۴°شرقی | —                      |                 | [ ۱ ]    |
| ۱۰ آوریل ۶۹   | ۰۵:۱۳:۱۷           | ۵۹         | کامل   | ۱٫۰۶۳۳ | 04 دقیقه و 31 ثانیه | ۴۱°۰۰′جنوبی ۱۷۴°۰۶′شرقی / ۴۱٫۰°جنوبی ۱۷۴٫۱°شرقی | ۳۶۱ کیلومتر (۲۲۴ مایل) |                 | [ ۱ ]    |
| ۴ اکتبر ۶۹    | ۰۳:۳۹:۵۹           | ۶۴         | حلقه‌ای | ۰٫۹۱۶۴ | 07 دقیقه و 21 ثانیه | ۵۱°۵۴′شمالی ۱۴۹°۳۶′غربی / ۵۱٫۹°شمالی ۱۴۹٫۶°غربی | ۸۲۰ کیلومتر (۵۱۰ مایل) |                 | [ ۱ ]    |
| ۳۰ مارس ۷۰    | ۲۲:۰۷:۵۹           | ۶۹         | کامل   | ۱٫۰۶۱۹ | 05 دقیقه و 08 ثانیه | ۲°۰۶′جنوبی ۱۰۶°۵۴′غربی / ۲٫۱°جنوبی ۱۰۶٫۹°غربی   | ۲۰۴ کیلومتر (۱۲۷ مایل) |                 | [ ۱ ]    |
| ۲۳ سپتامبر ۷۰ | ۰۵:۰۰:۰۷           | ۷۴         | حلقه‌ای | ۰٫۹۵۸۴ | 04 دقیقه و 22 ثانیه | ۱۰°۴۸′شمالی ۱۵۰°۰۰′شرقی / ۱۰٫۸°شمالی ۱۵۰٫۰°شرقی | ۱۵۴ کیلومتر (۹۶ مایل)  |                 | [ ۱ ]    |
| ۲۰ مارس ۷۱    | ۱۱:۵۸:۴۸           | ۷۹         | مرکب   | ۱٫۰۰۶۹ | 00 دقیقه و 35 ثانیه | ۳۴°۰۶′شمالی ۲۰°۴۸′شرقی / ۳۴٫۱°شمالی ۲۰٫۸°شرقی   | ۳۱ کیلومتر (۱۹ مایل)   |                 | [ ۱ ]    |
| ۱۲ سپتامبر ۷۱ | ۱۳:۲۵:۳۴           | ۸۴         | مرکب   | ۱٫۰۱۴۲ | 01 دقیقه و 15 ثانیه | ۲۳°۰۶′جنوبی ۲°۳۰′شرقی / ۲۳٫۱°جنوبی ۲٫۵°شرقی     | ۵۷ کیلومتر (۳۵ مایل)   |                 | [ ۱ ]    |
| ۸ فوریه ۷۲    | ۰۲:۳۰:۰۵           | ۵۱         | جزئی   | ۰٫۱۴۲۷ | —                   | ۶۲°۰۰′جنوبی ۵۰°۱۲′غربی / ۶۲٫۰°جنوبی ۵۰٫۲°غربی   | —                      |                 | [ ۱ ]    |
| ۸ مارس ۷۲     | ۱۸:۵۸:۲۵           | ۸۹         | جزئی   | ۰٫۱۹۱۶ | —                   | ۶۰°۵۴′شمالی ۱۴۰°۵۴′غربی / ۶۰٫۹°شمالی ۱۴۰٫۹°غربی | —                      |                 | [ ۱ ]    |
| ۲ اوت ۷۲      | ۲۰:۰۶:۱۰           | ۵۶         | جزئی   | ۰٫۳۵۳۳ | —                   | ۶۲°۳۶′شمالی ۵۰°۱۲′شرقی / ۶۲٫۶°شمالی ۵۰٫۲°شرقی   | —                      |                 | [ ۱ ]    |
| ۱ سپتامبر ۷۲  | ۰۴:۰۳:۲۱           | ۹۴         | جزئی   | ۰٫۶۱۶۲ | —                   | ۶۱°۱۲′جنوبی ۸۷°۰۰′شرقی / ۶۱٫۲°جنوبی ۸۷٫۰°شرقی   | —                      |                 | [ ۱ ]    |
| ۲۷ ژوئیه ۷۳   | ۰۱:۵۴:۲۹           | ۶۱         | حلقه‌ای | ۰٫۹۲۵۲ | 06 دقیقه و 03 ثانیه | ۶۴°۴۲′جنوبی ۱۲۳°۴۸′غربی / ۶۴٫۷°جنوبی ۱۲۳٫۸°غربی | ۴۶۱ کیلومتر (۲۸۶ مایل) |                 | [ ۱ ]    |
| ۲۳ ژوئن ۷۳    | ۱۲:۱۲:۴۸           | ۶۶         | کامل   | ۱٫۰۴۱۳ | 02 دقیقه و 52 ثانیه | ۵۸°۳۶′شمالی ۶۰°۰۶′شرقی / ۵۸٫۶°شمالی ۶۰٫۱°شرقی   | ۱۸۲ کیلومتر (۱۱۳ مایل) |                 | [ ۱ ]    |
| ۱۶ ژوئیه ۷۴   | ۰۵:۱۹:۴۳           | ۷۱         | حلقه‌ای | ۰٫۹۷۱۸ | 03 دقیقه و 01 ثانیه | ۲۵°۰۰′جنوبی ۱۴۵°۳۰′شرقی / ۲۵٫۰°جنوبی ۱۴۵٫۵°شرقی | ۱۰۱ کیلومتر (۶۳ مایل)  |                 | [ ۱ ]    |
| ۱۲ ژوئن ۷۴    | ۲۳:۲۳:۵۸           | ۷۶         | حلقه‌ای | ۰٫۹۹۲۲ | 00 دقیقه و 52 ثانیه | ۱۶°۴۲′شمالی ۱۳۱°۱۸′غربی / ۱۶٫۷°شمالی ۱۳۱٫۳°غربی | ۲۷ کیلومتر (۱۷ مایل)   |                 | [ ۱ ]    |
| ۵ ژوئیه ۷۵    | ۱۵:۵۷:۰۲           | ۸۱         | کامل   | ۱٫۰۲۰۴ | 02 دقیقه و 01 ثانیه | ۱۵°۳۶′شمالی ۲۳°۴۲′غربی / ۱۵٫۶°شمالی ۲۳٫۷°غربی   | ۸۹ کیلومتر (۵۵ مایل)   |                 | [ ۱ ]    |
| ۲ ژوئن ۷۵     | ۰۳:۲۶:۴۷           | ۸۶         | حلقه‌ای | ۰٫۹۴۴۶ | 06 دقیقه و 10 ثانیه | ۴۰°۰۶′جنوبی ۱۵۸°۴۲′شرقی / ۴۰٫۱°جنوبی ۱۵۸٫۷°شرقی | ۴۶۶ کیلومتر (۲۹۰ مایل) |                 | [ ۱ ]    |
| ۲۶ نوامبر ۷۵  | ۲۰:۲۵:۲۵           | ۵۳         | جزئی   | ۰٫۲۳۹۴ | —                   | ۶۸°۱۸′جنوبی ۱۰۷°۴۸′شرقی / ۶۸٫۳°جنوبی ۱۰۷٫۸°شرقی | —                      |                 | [ ۱ ]    |
| ۲۶ دسامبر ۷۵  | ۰۷:۰۶:۴۷           | ۹۱         | جزئی   | ۰٫۴۹۴۲ | —                   | ۶۵°۲۴′شمالی ۹۸°۲۴′شرقی / ۶۵٫۴°شمالی ۹۸٫۴°شرقی   | —                      |                 | [ ۱ ]    |
| ۲۱ مه ۷۶      | ۱۴:۱۵:۴۸           | ۵۸         | جزئی   | ۰٫۶۸۱۸ | —                   | ۶۸°۴۸′شمالی ۱۵۳°۴۸′غربی / ۶۸٫۸°شمالی ۱۵۳٫۸°غربی | —                      |                 | [ ۱ ]    |
| ۱۵ نوامبر ۷۶  | ۰۹:۴۲:۴۴           | ۶۳         | حلقه‌ای | ۰٫۹۸۹۱ | 00 دقیقه و 46 ثانیه | ۶۸°۵۴′جنوبی ۵۱°۲۴′شرقی / ۶۸٫۹°جنوبی ۵۱٫۴°شرقی   | ۶۲ کیلومتر (۳۹ مایل)   |                 | [ ۱ ]    |
| ۱۰ مه ۷۷      | ۲۲:۱۱:۳۷           | ۶۸         | کامل   | ۱٫۰۲۳۸ | 02 دقیقه و 10 ثانیه | ۳۷°۳۰′شمالی ۱۱۸°۳۶′غربی / ۳۷٫۵°شمالی ۱۱۸٫۶°غربی | ۸۶ کیلومتر (۵۳ مایل)   |                 | [ ۱ ]    |
| ۴ نوامبر ۷۷   | ۱۶:۳۲:۳۹           | ۷۳         | حلقه‌ای | ۰٫۹۴۳۱ | 06 دقیقه و 55 ثانیه | ۲۱°۰۶′جنوبی ۳۲°۱۲′غربی / ۲۱٫۱°جنوبی ۳۲٫۲°غربی   | ۲۱۱ کیلومتر (۱۳۱ مایل) |                 | [ ۱ ]    |
| ۳۰ آوریل ۷۸   | ۱۲:۳۹:۳۱           | ۷۸         | کامل   | ۱٫۰۶۸۵ | 06 دقیقه و 19 ثانیه | ۹°۴۲′جنوبی ۳۵°۱۲′شرقی / ۹٫۷°جنوبی ۳۵٫۲°شرقی     | ۲۴۴ کیلومتر (۱۵۲ مایل) |                 | [ ۱ ]    |
| ۲۴ اکتبر ۷۸   | ۱۶:۵۱:۲۸           | ۸۳         | حلقه‌ای | ۰٫۹۱۷۵ | 10 دقیقه و 35 ثانیه | ۲۴°۰۰′شمالی ۲۵°۴۸′غربی / ۲۴٫۰°شمالی ۲۵٫۸°غربی   | ۳۸۶ کیلومتر (۲۴۰ مایل) |                 | [ ۱ ]    |
| ۲۱ مارس ۷۹    | ۲۱:۴۹:۰۷           | ۵۰         | جزئی   | ۰٫۲۰۸۴ | —                   | ۷۱°۴۸′شمالی ۱۶۶°۴۲′شرقی / ۷۱٫۸°شمالی ۱۶۶٫۷°شرقی | —                      |                 | [ ۱ ]    |
| ۲۰ آوریل ۷۹   | ۰۵:۴۶:۳۸           | ۸۸         | جزئی   | ۰٫۷۵۷۷ | —                   | ۷۱°۰۰′جنوبی ۱۶۹°۴۸′غربی / ۷۱٫۰°جنوبی ۱۶۹٫۸°غربی | —                      |                 | [ ۱ ]    |
| ۱۳ اکتبر ۷۹   | ۱۶:۵۵:۳۳           | ۹۳         | جزئی   | ۰٫۵۱۲۳ | —                   | ۷۱°۳۶′شمالی ۳۱°۱۲′شرقی / ۷۱٫۶°شمالی ۳۱٫۲°شرقی   | —                      |                 | [ ۱ ]    |
| ۱۰ مارس ۸۰    | ۰۹:۵۷:۲۴           | ۶۰         | حلقه‌ای | ۰٫۹۸۶۴ | 01 دقیقه و 15 ثانیه | ۴۱°۲۴′شمالی ۵۶°۴۲′شرقی / ۴۱٫۴°شمالی ۵۶٫۷°شرقی   | ۷۲ کیلومتر (۴۵ مایل)   |                 | [ ۱ ]    |
| ۲ سپتامبر ۸۰  | ۱۲:۱۱:۰۲           | ۶۵         | کامل   | ۱٫۰۲۶۷ | 02 دقیقه و 08 ثانیه | ۴۵°۳۰′جنوبی ۱۷°۴۲′شرقی / ۴۵٫۵°جنوبی ۱۷٫۷°شرقی   | ۱۶۴ کیلومتر (۱۰۲ مایل) |                 | [ ۱ ]    |
| ۲۷ فوریه ۸۱   | ۱۴:۴۳:۳۲           | ۷۰         | حلقه‌ای | ۰٫۹۴۲۴ | 07 دقیقه و 23 ثانیه | ۷°۳۶′جنوبی ۳°۰۶′شرقی / ۷٫۶°جنوبی ۳٫۱°شرقی       | ۲۱۳ کیلومتر (۱۳۲ مایل) |                 | [ ۱ ]    |
| ۲۳ اوت ۸۱     | ۰۳:۵۵:۵۹           | ۷۵         | کامل   | ۱٫۰۶۷۵ | 06 دقیقه و 08 ثانیه | ۶°۳۶′شمالی ۱۶۰°۲۴′شرقی / ۶٫۶°شمالی ۱۶۰٫۴°شرقی   | ۲۲۱ کیلومتر (۱۳۷ مایل) |                 | [ ۱ ]    |
| ۱۶ فوریه ۸۲   | ۱۴:۳۰:۲۵           | ۸۰         | حلقه‌ای | ۰٫۹۲۷۲ | 06 دقیقه و 55 ثانیه | ۵۵°۰۰′جنوبی ۲۴°۴۲′شرقی / ۵۵٫۰°جنوبی ۲۴٫۷°شرقی   | ۳۸۰ کیلومتر (۲۴۰ مایل) |                 | [ ۱ ]    |
| ۱۲ اوت ۸۲     | ۲۰:۱۸:۱۶           | ۸۵         | کامل   | ۱٫۰۴۷۰ | 03 دقیقه و 27 ثانیه | ۵۳°۰۰′شمالی ۷۰°۴۲′غربی / ۵۳٫۰°شمالی ۷۰٫۷°غربی   | ۱۹۹ کیلومتر (۱۲۴ مایل) |                 | [ ۱ ]    |
| ۷ ژوئیه ۸۳    | ۰۲:۲۳:۰۳           | ۵۲         | جزئی   | ۰٫۱۲۳۸ | —                   | ۶۷°۱۲′شمالی ۱۷۶°۰۰′غربی / ۶۷٫۲°شمالی ۱۷۶٫۰°غربی | —                      |                 | [ ۱ ]    |
| ۵ فوریه ۸۳    | ۱۶:۴۲:۵۱           | ۹۰         | جزئی   | ۰٫۳۲۹۹ | —                   | ۶۹°۵۴′جنوبی ۱۱۷°۴۸′شرقی / ۶۹٫۹°جنوبی ۱۱۷٫۸°شرقی | —                      |                 | [ ۱ ]    |
| ۳ ژوئن ۸۳     | ۲۰:۴۶:۳۰           | ۵۷         | جزئی   | ۰٫۴۱۳۹ | —                   | ۶۶°۳۰′جنوبی ۸۶°۴۲′غربی / ۶۶٫۵°جنوبی ۸۶٫۷°غربی   | —                      |                 | [ ۱ ]    |
| ۲ اوت ۸۳      | ۰۸:۴۱:۱۷           | ۹۵         | جزئی   | ۰٫۲۳۹۹ | —                   | ۶۹°۱۲′شمالی ۱۱۶°۱۲′غربی / ۶۹٫۲°شمالی ۱۱۶٫۲°غربی | —                      |                 | [ ۱ ]    |
| ۲۷ دسامبر ۸۳  | ۱۴:۳۹:۵۷           | ۶۲         | کامل   | ۱٫۰۲۹۰ | 02 دقیقه و 44 ثانیه | ۲۴°۳۰′شمالی ۴°۴۲′شرقی / ۲۴٫۵°شمالی ۴٫۷°شرقی     | ۱۴۷ کیلومتر (۹۱ مایل)  |                 | [ ۱ ]    |
| ۲۱ ژوئن ۸۴    | ۲۳:۱۴:۰۵           | ۶۷         | حلقه‌ای | ۰٫۹۴۶۶ | 07 دقیقه و 19 ثانیه | ۱۲°۰۶′جنوبی ۱۲۴°۵۴′غربی / ۱۲٫۱°جنوبی ۱۲۴٫۹°غربی | ۲۴۲ کیلومتر (۱۵۰ مایل) |                 | [ ۱ ]    |
| ۱۶ دسامبر ۸۴  | ۰۶:۱۶:۳۶           | ۷۲         | کامل   | ۱٫۰۴۵۱ | 04 دقیقه و 10 ثانیه | ۱۹°۴۲′جنوبی ۱۲۶°۵۴′شرقی / ۱۹٫۷°جنوبی ۱۲۶٫۹°شرقی | ۱۵۱ کیلومتر (۹۴ مایل)  |                 | [ ۱ ]    |
| ۱۱ ژوئن ۸۵    | ۰۰:۰۹:۵۹           | ۷۷         | حلقه‌ای | ۰٫۹۶۳۶ | 04 دقیقه و 04 ثانیه | ۳۳°۳۶′شمالی ۱۴۵°۵۴′غربی / ۳۳٫۶°شمالی ۱۴۵٫۹°غربی | ۱۳۴ کیلومتر (۸۳ مایل)  |                 | [ ۱ ]    |
| ۵ دسامبر ۸۵   | ۲۰:۳۰:۵۶           | ۸۲         | مرکب   | ۱٫۰۰۴۲ | 00 دقیقه و 19 ثانیه | ۵۹°۳۰′جنوبی ۱۰۴°۳۰′غربی / ۵۹٫۵°جنوبی ۱۰۴٫۵°غربی | ۱۹ کیلومتر (۱۲ مایل)   |                 | [ ۱ ]    |
| ۳۱ مه ۸۶      | ۰۶:۳۳:۴۷           | ۸۷         | مرکب   | ۱٫۰۰۲۲ | 00 دقیقه و 08 ثانیه | ۷۵°۳۰′شمالی ۲۴°۰۶′شرقی / ۷۵٫۵°شمالی ۲۴٫۱°شرقی   | ۲۳ کیلومتر (۱۴ مایل)   |                 | [ ۱ ]    |
| ۲۵ نوامبر ۸۶  | ۰۵:۰۱:۲۰           | ۹۲         | جزئی   | ۰٫۳۳۲۷ | —                   | ۶۳°۱۸′جنوبی ۳°۴۸′شرقی / ۶۳٫۳°جنوبی ۳٫۸°شرقی     | —                      |                 | [ ۱ ]    |
| ۲۱ آوریل ۸۷   | ۱۲:۵۲:۰۷           | ۵۹         | کامل   | ۱٫۰۶۴۷ | 04 دقیقه و 34 ثانیه | ۴۴°۰۶′جنوبی ۶۰°۱۲′شرقی / ۴۴٫۱°جنوبی ۶۰٫۲°شرقی   | ۴۵۳ کیلومتر (۲۸۱ مایل) |                 | [ ۱ ]    |
| ۱۵ اکتبر ۸۷   | ۱۱:۱۹:۲۸           | ۶۴         | حلقه‌ای | ۰٫۹۱۳۶ | 07 دقیقه و 44 ثانیه | ۵۲°۱۲′شمالی ۹۴°۰۶′شرقی / ۵۲٫۲°شمالی ۹۴٫۱°شرقی   | ۰۲۹ کیلومتر (۱۸ مایل)  |                 | [ ۱ ]    |
| ۱۰ آوریل ۸۸   | ۰۵:۵۰:۴۳           | ۶۹         | کامل   | ۱٫۰۶۲۵ | 05 دقیقه و 15 ثانیه | ۱°۰۰′جنوبی ۱۳۷°۱۲′شرقی / ۱٫۰°جنوبی ۱۳۷٫۲°شرقی   | ۲۰۷ کیلومتر (۱۲۹ مایل) |                 | [ ۱ ]    |
| ۳ اکتبر ۸۸    | ۱۲:۴۸:۴۶           | ۷۴         | حلقه‌ای | ۰٫۹۵۸۲ | 04 دقیقه و 25 ثانیه | ۷°۴۸′شمالی ۳۲°۰۰′شرقی / ۷٫۸°شمالی ۳۲٫۰°شرقی     | ۱۵۵ کیلومتر (۹۶ مایل)  |                 | [ ۱ ]    |
| ۳۰ مارس ۸۹    | ۱۹:۲۹:۱۸           | ۷۹         | مرکب   | ۱٫۰۰۷۱ | 00 دقیقه و 36 ثانیه | ۳۵°۰۰′شمالی ۹۱°۴۸′غربی / ۳۵٫۰°شمالی ۹۱٫۸°غربی   | ۳۰ کیلومتر (۱۹ مایل)   |                 | [ ۱ ]    |
| ۲۲ سپتامبر ۸۹ | ۲۱:۳۱:۱۶           | ۸۴         | مرکب   | ۱٫۰۱۴۶ | 01 دقیقه و 15 ثانیه | ۲۵°۱۲′جنوبی ۱۱۹°۵۴′غربی / ۲۵٫۲°جنوبی ۱۱۹٫۹°غربی | ۵۷ کیلومتر (۳۵ مایل)   |                 | [ ۱ ]    |
| ۱۸ فوریه ۹۰   | ۰۹:۵۶:۴۰           | ۵۱         | جزئی   | ۰٫۰۸۰۳ | —                   | ۶۱°۲۴′جنوبی ۱۷۱°۳۰′غربی / ۶۱٫۴°جنوبی ۱۷۱٫۵°غربی | —                      |                 | [ ۱ ]    |
| ۲۰ مارس ۹۰    | ۰۲:۰۹:۱۹           | ۸۹         | جزئی   | ۰٫۲۷۷۴ | —                   | ۶۰°۴۸′شمالی ۱۰۱°۵۴′شرقی / ۶۰٫۸°شمالی ۱۰۱٫۹°شرقی | —                      |                 | [ ۱ ]    |
| ۱۴ اوت ۹۰     | ۰۳:۵۶:۱۰           | ۵۶         | جزئی   | ۰٫۲۵۲۱ | —                   | ۶۲°۰۰′شمالی ۷۷°۰۶′غربی / ۶۲٫۰°شمالی ۷۷٫۱°غربی   | —                      |                 | [ ۱ ]    |
| ۱۲ سپتامبر ۹۰ | ۱۲:۱۴:۰۱           | ۹۴         | جزئی   | ۰٫۶۸۷۹ | —                   | ۶۰°۵۴′جنوبی ۴۵°۰۶′غربی / ۶۰٫۹°جنوبی ۴۵٫۱°غربی   | —                      |                 | [ ۱ ]    |
| ۷ فوریه ۹۱    | ۰۹:۳۲:۴۳           | ۶۱         | حلقه‌ای | ۰٫۹۲۸۸ | 05 دقیقه و 42 ثانیه | ۶۱°۵۴′جنوبی ۱۲۵°۱۲′شرقی / ۶۱٫۹°جنوبی ۱۲۵٫۲°شرقی | ۴۶۳ کیلومتر (۲۸۸ مایل) |                 | [ ۱ ]    |
| ۳ اوت ۹۱      | ۱۹:۴۴:۰۶           | ۶۶         | کامل   | ۱٫۰۳۴۷ | 02 دقیقه و 21 ثانیه | ۵۸°۵۴′شمالی ۴۵°۳۰′غربی / ۵۸٫۹°شمالی ۴۵٫۵°غربی   | ۱۶۷ کیلومتر (۱۰۴ مایل) |                 | [ ۱ ]    |
| ۲۷ ژوئیه ۹۲   | ۱۳:۲۸:۰۸           | ۷۱         | حلقه‌ای | ۰٫۹۷۷۲ | 02 دقیقه و 22 ثانیه | ۲۳°۲۴′جنوبی ۲۴°۰۰′شرقی / ۲۳٫۴°جنوبی ۲۴٫۰°شرقی   | ۸۲ کیلومتر (۵۱ مایل)   |                 | [ ۱ ]    |
| ۲۳ ژوئن ۹۲    | ۰۶:۲۳:۱۲           | ۷۶         | حلقه‌ای | ۰٫۹۸۶۸ | 01 دقیقه و 26 ثانیه | ۱۹°۰۰′شمالی ۱۲۴°۲۴′شرقی / ۱۹٫۰°شمالی ۱۲۴٫۴°شرقی | ۴۶ کیلومتر (۲۹ مایل)   |                 | [ ۱ ]    |
| ۱۶ ژوئیه ۹۳   | ۰۰:۳۲:۳۲           | ۸۱         | کامل   | ۱٫۰۲۵۰ | 02 دقیقه و 25 ثانیه | ۱۵°۴۲′شمالی ۱۵۵°۰۰′غربی / ۱۵٫۷°شمالی ۱۵۵٫۰°غربی | ۱۰۷ کیلومتر (۶۶ مایل)  |                 | [ ۱ ]    |
| ۱۲ ژوئن ۹۳    | ۰۹:۵۶:۱۶           | ۸۶         | حلقه‌ای | ۰٫۹۴۳۷ | 06 دقیقه و 41 ثانیه | ۳۱°۱۲′جنوبی ۵۸°۴۸′شرقی / ۳۱٫۲°جنوبی ۵۸٫۸°شرقی   | ۳۵۸ کیلومتر (۲۲۲ مایل) |                 | [ ۱ ]    |
| ۷ دسامبر ۹۳   | ۰۵:۱۷:۳۳           | ۵۳         | جزئی   | ۰٫۲۳۵۲ | —                   | ۶۷°۱۲′جنوبی ۳۷°۱۸′غربی / ۶۷٫۲°جنوبی ۳۷٫۳°غربی   | —                      |                 | [ ۱ ]    |
| ۵ ژوئیه ۹۴    | ۱۵:۵۵:۰۲           | ۹۱         | جزئی   | ۰٫۵۰۴۶ | —                   | ۶۴°۲۴′شمالی ۴۴°۱۸′غربی / ۶۴٫۴°شمالی ۴۴٫۳°غربی   | —                      |                 | [ ۱ ]    |
| ۱ ژوئن ۹۴     | ۲۰:۵۱:۳۲           | ۵۸         | جزئی   | ۰٫۵۴۲۸ | —                   | ۶۷°۴۸′شمالی ۹۵°۰۶′شرقی / ۶۷٫۸°شمالی ۹۵٫۱°شرقی   | —                      |                 | [ ۱ ]    |
| ۱ ژوئن ۹۴     | ۱۰:۲۷:۳۶           | ۹۶         | جزئی   | ۰٫۰۰۷۰ | —                   | ۶۵°۰۶′جنوبی ۴۲°۳۰′شرقی / ۶۵٫۱°جنوبی ۴۲٫۵°شرقی   | —                      |                 | [ ۱ ]    |
| ۲۶ نوامبر ۹۴  | ۱۸:۱۸:۴۱           | ۶۳         | حلقه‌ای | ۰٫۹۸۵۵ | 01 دقیقه و 01 ثانیه | ۷۲°۴۸′جنوبی ۷۱°۲۴′غربی / ۷۲٫۸°جنوبی ۷۱٫۴°غربی   | ۸۴ کیلومتر (۵۲ مایل)   |                 | [ ۱ ]    |
| ۲۲ مه ۹۵      | ۰۵:۱۷:۵۴           | ۶۸         | کامل   | ۱٫۰۲۷۷ | 02 دقیقه و 22 ثانیه | ۴۵°۰۰′شمالی ۱۳۴°۱۸′شرقی / ۴۵٫۰°شمالی ۱۳۴٫۳°شرقی | ۱۰۴ کیلومتر (۶۵ مایل)  |                 | [ ۱ ]    |
| ۱۶ نوامبر ۹۵  | ۰۰:۴۳:۰۳           | ۷۳         | حلقه‌ای | ۰٫۹۳۹۶ | 07 دقیقه و 23 ثانیه | ۲۴°۴۸′جنوبی ۱۵۴°۵۴′غربی / ۲۴٫۸°جنوبی ۱۵۴٫۹°غربی | ۲۲۵ کیلومتر (۱۴۰ مایل) |                 | [ ۱ ]    |
| ۱۰ مه ۹۶      | ۲۰:۰۷:۰۲           | ۷۸         | کامل   | ۱٫۰۷۲۳ | 06 دقیقه و 47 ثانیه | ۲°۱۸′جنوبی ۷۹°۴۸′غربی / ۲٫۳°جنوبی ۷۹٫۸°غربی     | ۲۵۰ کیلومتر (۱۶۰ مایل) |                 | [ ۱ ]    |
| ۴ نوامبر ۹۶   | ۰۰:۴۴:۰۰           | ۸۳         | حلقه‌ای | ۰٫۹۱۵۹ | 11 دقیقه و 18 ثانیه | ۱۹°۴۸′شمالی ۱۴۶°۴۲′غربی / ۱۹٫۸°شمالی ۱۴۶٫۷°غربی | ۳۹۲ کیلومتر (۲۴۴ مایل) |                 | [ ۱ ]    |
| ۱ آوریل ۹۷    | ۰۵:۳۳:۵۳           | ۵۰         | جزئی   | ۰٫۱۰۳۶ | —                   | ۷۱°۴۲′شمالی ۳۵°۴۲′شرقی / ۷۱٫۷°شمالی ۳۵٫۷°شرقی   | —                      |                 | [ ۱ ]    |
| ۳۰ آوریل ۹۷   | ۱۳:۱۹:۴۹           | ۸۸         | جزئی   | ۰٫۸۸۱۸ | —                   | ۷۰°۲۴′جنوبی ۶۳°۰۶′شرقی / ۷۰٫۴°جنوبی ۶۳٫۱°شرقی   | —                      |                 | [ ۱ ]    |
| ۲۴ اکتبر ۹۷   | ۰۰:۵۴:۱۱           | ۹۳         | جزئی   | ۰٫۵۴۲۷ | —                   | ۷۱°۰۰′شمالی ۱۰۳°۰۰′غربی / ۷۱٫۰°شمالی ۱۰۳٫۰°غربی | —                      |                 | [ ۱ ]    |
| ۲۱ مارس ۹۸    | ۱۷:۲۷:۳۰           | ۶۰         | حلقه‌ای | ۰٫۹۸۵۰ | 01 دقیقه و 16 ثانیه | ۴۹°۳۶′شمالی ۶۲°۲۴′غربی / ۴۹٫۶°شمالی ۶۲٫۴°غربی   | ۸۸ کیلومتر (۵۵ مایل)   |                 | [ ۱ ]    |
| ۱۳ سپتامبر ۹۸ | ۲۰:۱۴:۳۲           | ۶۵         | کامل   | ۱٫۰۲۵۳ | 01 دقیقه و 53 ثانیه | ۵۲°۱۸′جنوبی ۱۱۰°۱۸′غربی / ۵۲٫۳°جنوبی ۱۱۰٫۳°غربی | ۱۷۳ کیلومتر (۱۰۷ مایل) |                 | [ ۱ ]    |
| ۱۰ مارس ۹۹    | ۲۱:۵۸:۳۵           | ۷۰         | حلقه‌ای | ۰٫۹۴۳۷ | 07 دقیقه و 12 ثانیه | ۰°۴۸′جنوبی ۱۰۸°۰۰′غربی / ۰٫۸°جنوبی ۱۰۸٫۰°غربی   | ۲۰۸ کیلومتر (۱۲۹ مایل) |                 | [ ۱ ]    |
| ۳ سپتامبر ۹۹  | ۱۱:۵۹:۱۵           | ۷۵         | کامل   | ۱٫۰۶۴۵ | 05 دقیقه و 50 ثانیه | ۰°۱۸′شمالی ۳۷°۱۸′شرقی / ۰٫۳°شمالی ۳۷٫۳°شرقی     | ۲۱۳ کیلومتر (۱۳۲ مایل) |                 | [ ۱ ]    |
| ۲۷ فوریه ۱۰۰  | ۲۱:۵۰:۱۰           | ۸۰         | حلقه‌ای | ۰٫۹۳۱۶ | 06 دقیقه و 52 ثانیه | ۴۷°۴۸′جنوبی ۸۸°۰۶′غربی / ۴۷٫۸°جنوبی ۸۸٫۱°غربی   | ۳۳۶ کیلومتر (۲۰۹ مایل) |                 | [ ۱ ]    |
| ۲۳ اوت ۱۰۰    | ۰۴:۰۶:۱۵           | ۸۵         | کامل   | ۱٫۰۴۲۱ | 03 دقیقه و 17 ثانیه | ۴۵°۴۸′شمالی ۱۷۰°۳۶′شرقی / ۴۵٫۸°شمالی ۱۷۰٫۶°شرقی | ۱۷۱ کیلومتر (۱۰۶ مایل) |                 | [ ۱ ]    |